# Грузинская кухня

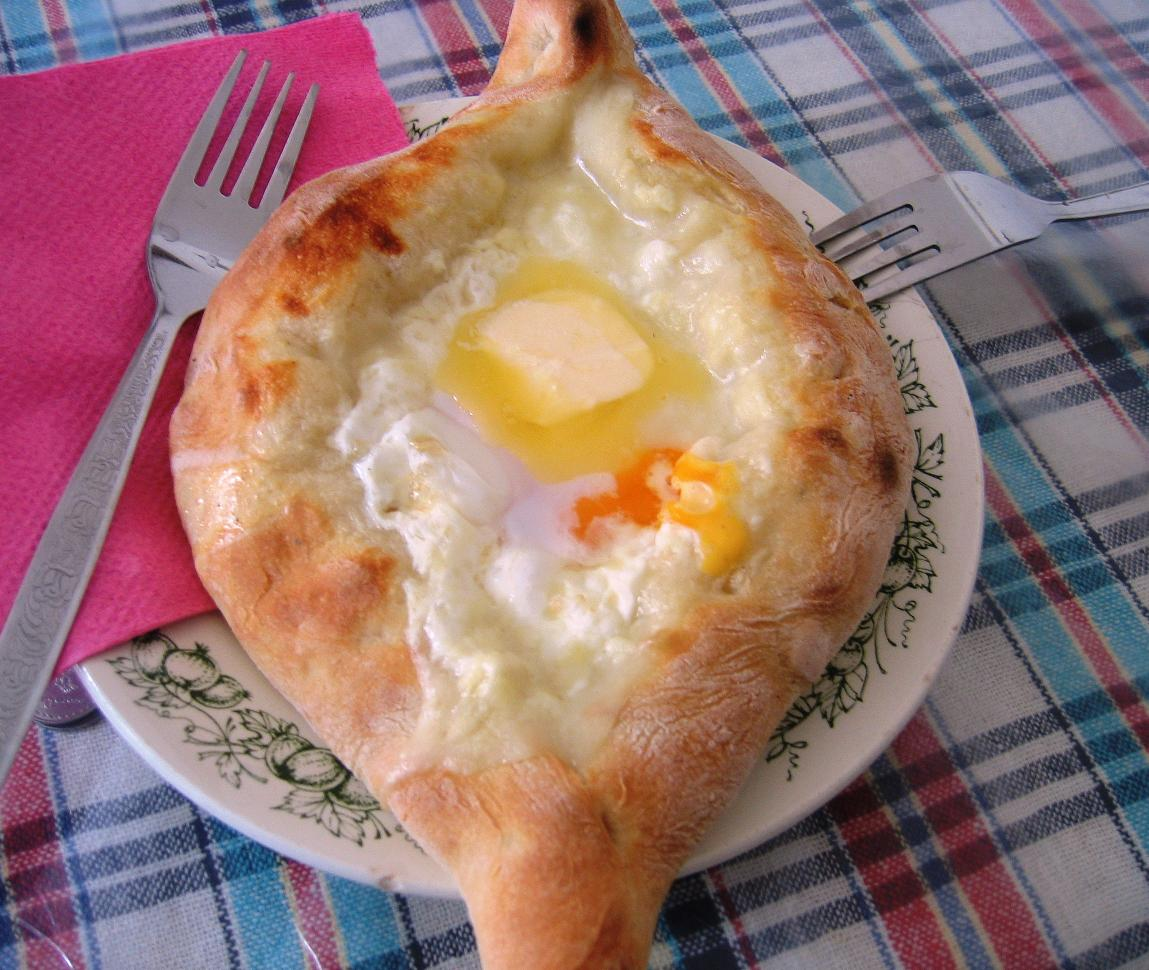
Хачапури по-аджарски

Грузинская кухня (груз. ქართული სამზარეულო) — национальная кухня грузинского народа. Грузинская кухня имеет общие черты с кухнями других народов Кавказа, однако часть её блюд абсолютно уникальна. В каждом регионе Грузии есть свой особый способ приготовления пищи. Еда и питье являются важной частью грузинской культуры.

## Региональные отличия
В кухне западной Грузии характерно употребление лепёшек мчади из кукурузной муки особого помола и из особого вида проса — чумизы, которую применяют вместо хлеба с супами, мясными и овощными блюдами. Из кукурузной муки также варят кашу гоми, которую едят вместо хлеба с супами, овощными и мясными блюдами. В западной Грузии большую часть мясного рациона составляет домашняя птица, в основном индейки и куры. Гусей и уток в Грузии готовят редко. В западногрузинской кухне применяют более острые соусы; так, в состав аджики входит до 25 % острого перца, тогда как в соусах восточной Грузии до 5 %. Крепкий алкоголь здесь закусывают чурчхелой, сухофруктами, фруктами.
В кухне восточной Грузии более распространено употребление пшеничного хлеба. Что же касается мяса, то в восточной Грузии наряду с основным для грузин мясом — говядиной — часто едят свинину и баранину, употребляют довольно много животных жиров. В качестве закуски к крепким алкогольным напиткам используют солёные и маринованные овощи (мжавеули).

## Традиции грузинской культуры питания
Культура питания в Грузии ярко проявляется во время застолья под названием супра, где предлагается большой ассортимент национальных блюд и много вина. Такое действо сопровождается национальными танцами, хоровым пением и может продолжаться часами. Во время супры выбирается тамада, который и руководит всем мероприятием.

## Ингредиенты растительного происхождения
В состав многих блюд грузинской кухни входят фасоль, баклажаны, белокочанная и цветная капуста, свёкла, помидоры, много грецких орехов. Чаще всего фасоль и баклажаны готовят с различными приправами и грецкими орехами, в результате чего получаются множество видов лобио и блюд из баклажанов (бадриджани). Наравне с сельскохозяйственными культурами используют и дикорастущие травы — крапиву, чину (бобы), портулак, мальву (молодые побеги и листья), а также молодую ботву огородных культур — свёклы, цветной капусты.

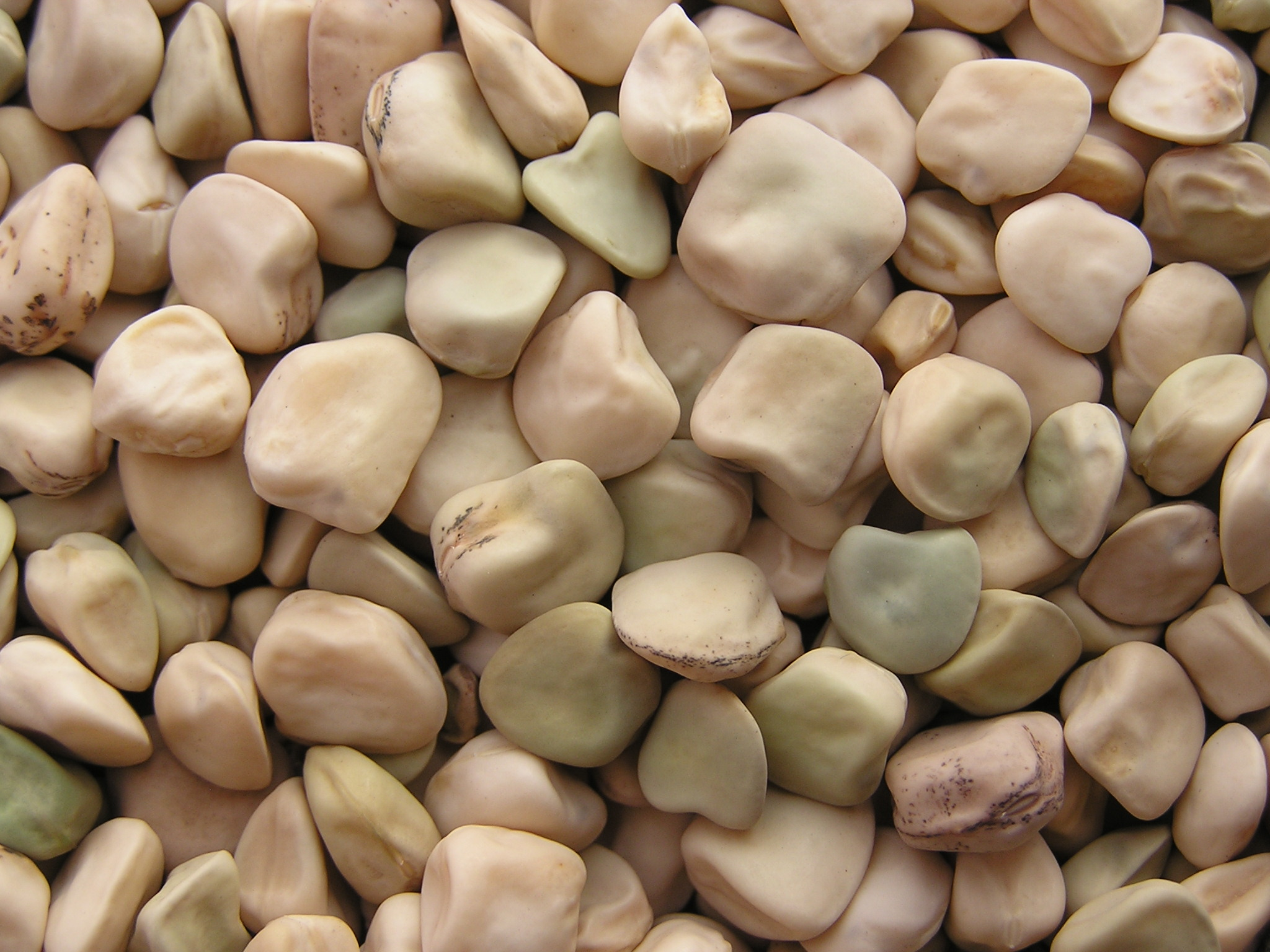
Бобы чины посевной
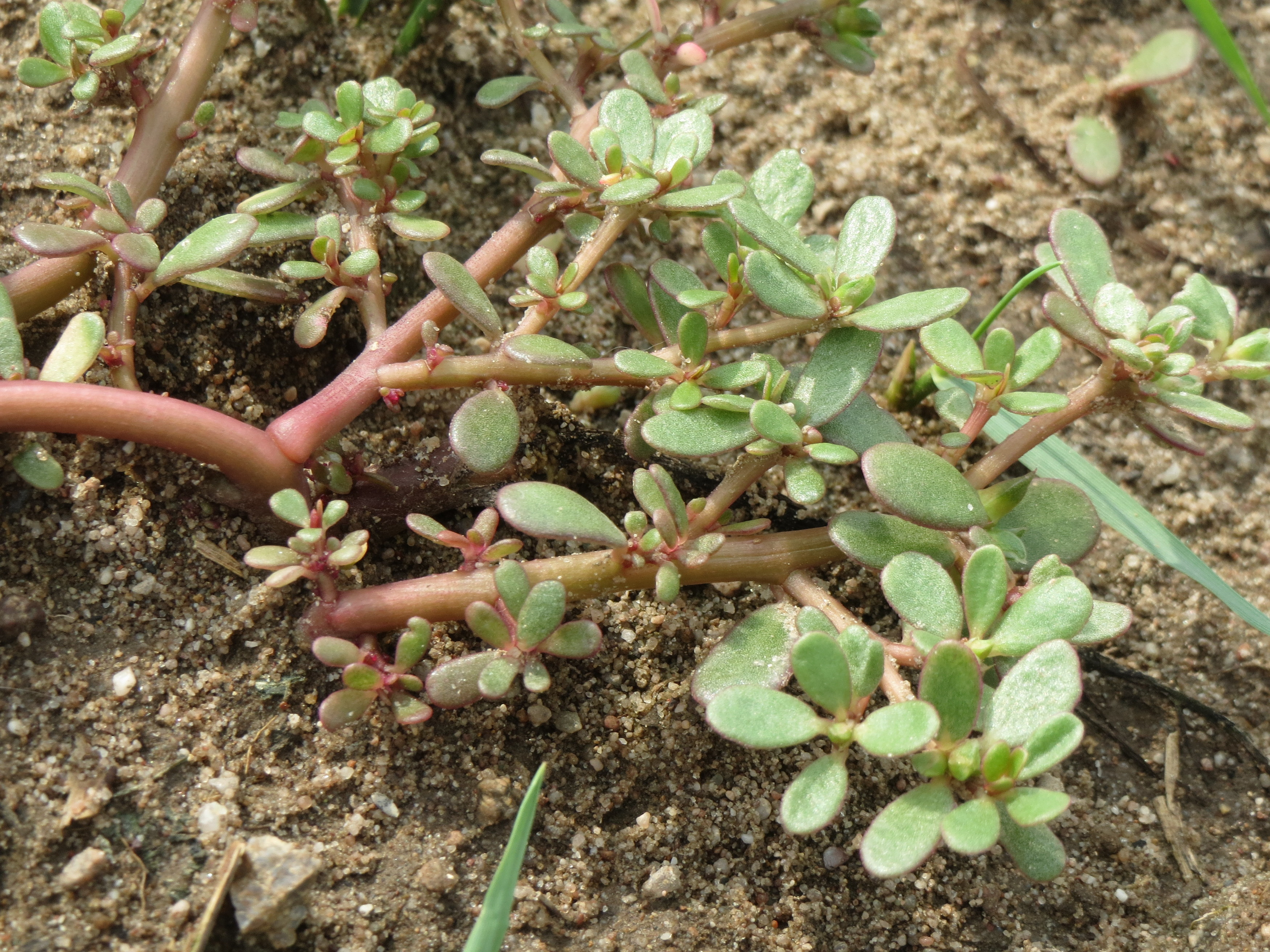
Портулак огородный
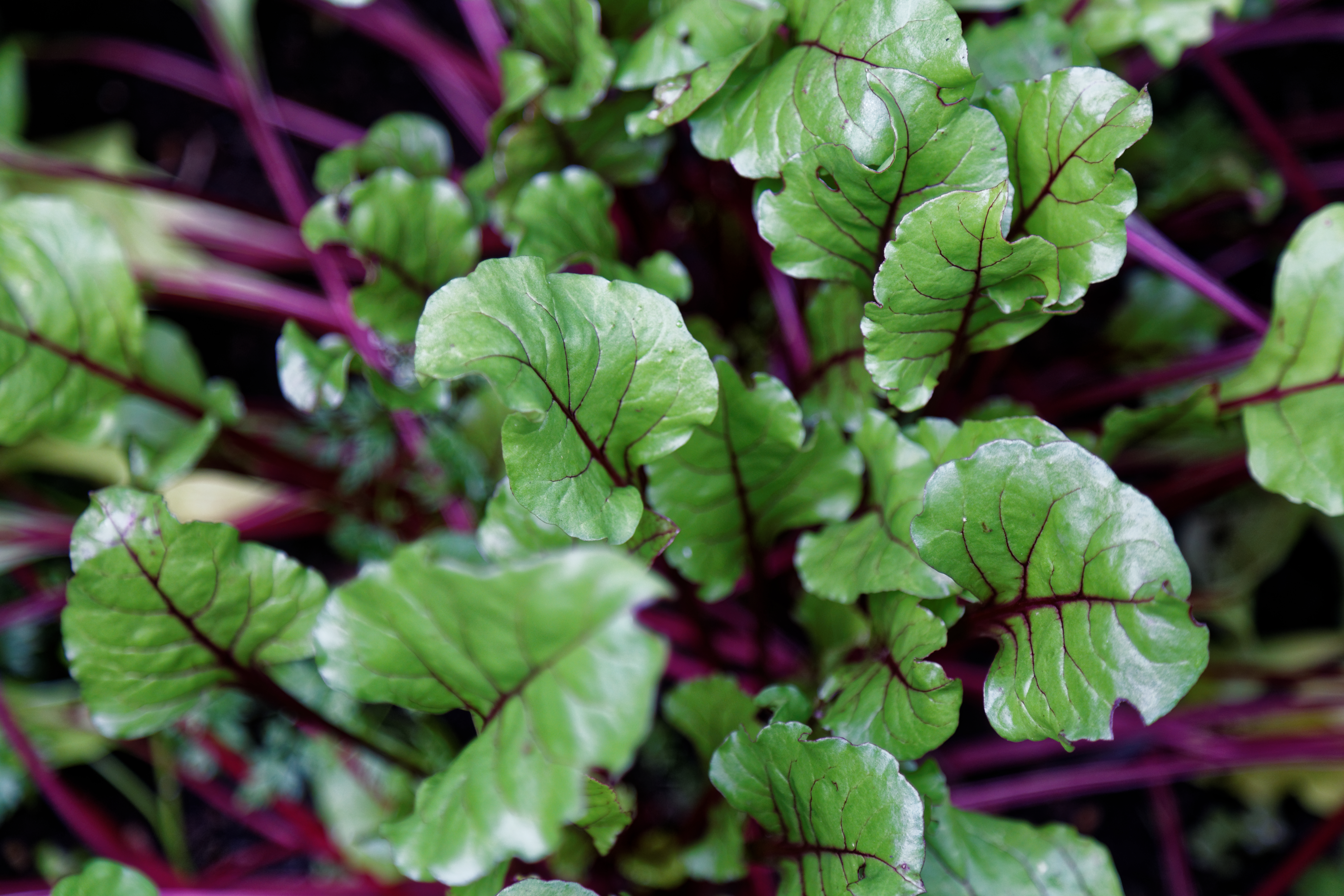
Молодая ботва свёклы
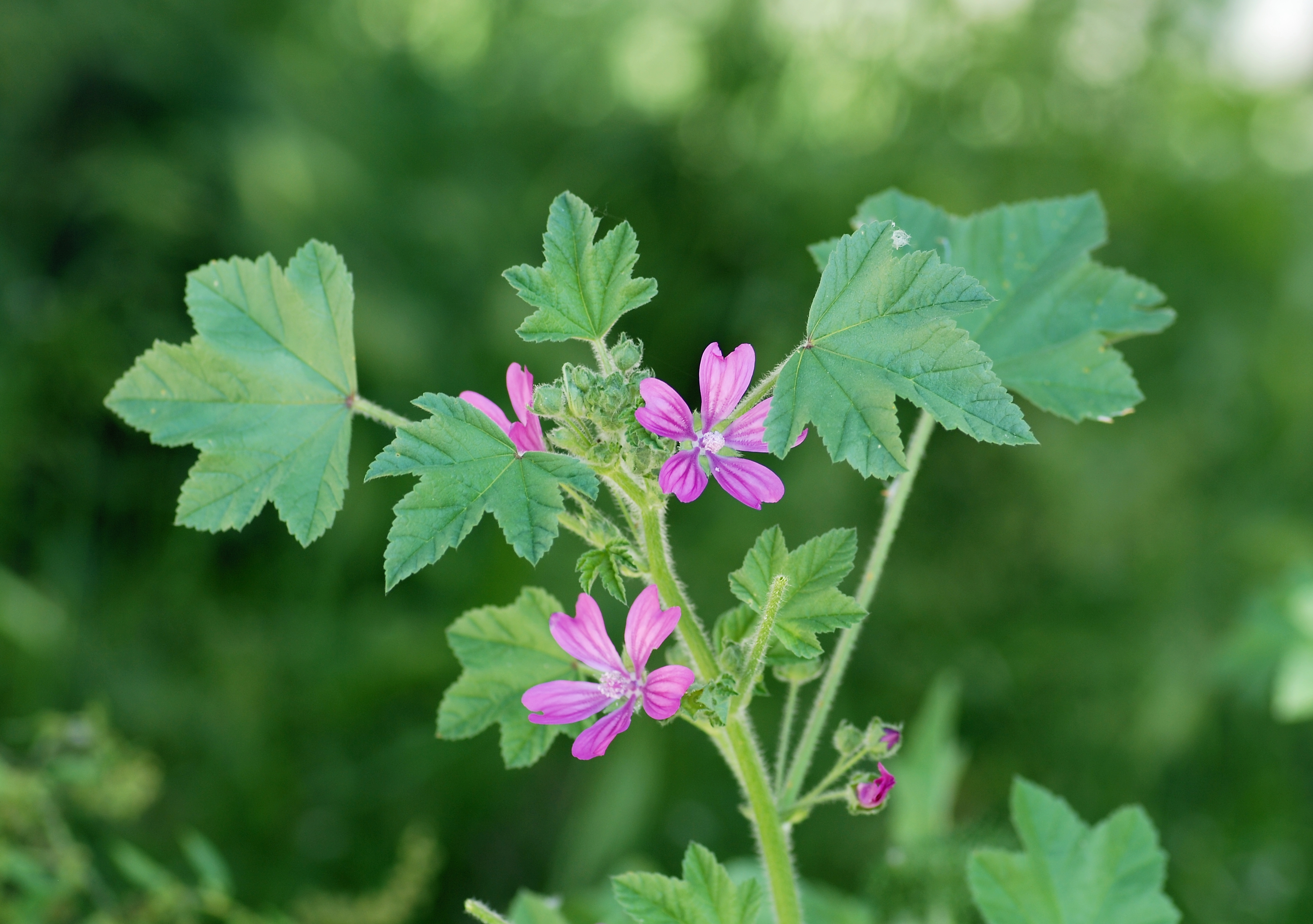
Мальва лесная

### Пряные травы
Большое значение в грузинской кухне приобрели пряные травы, которые употребляют в течение всего года.

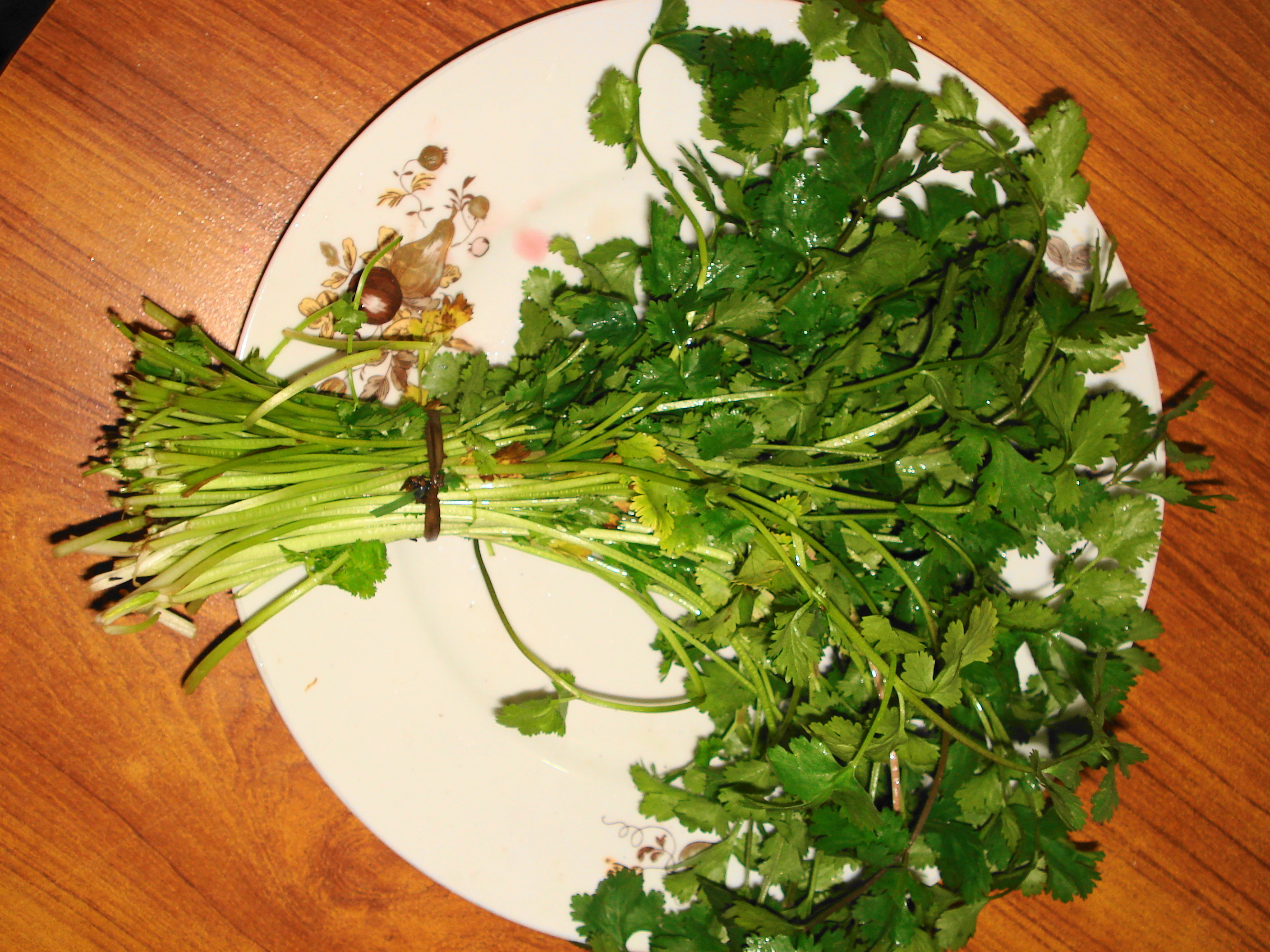
Кинза
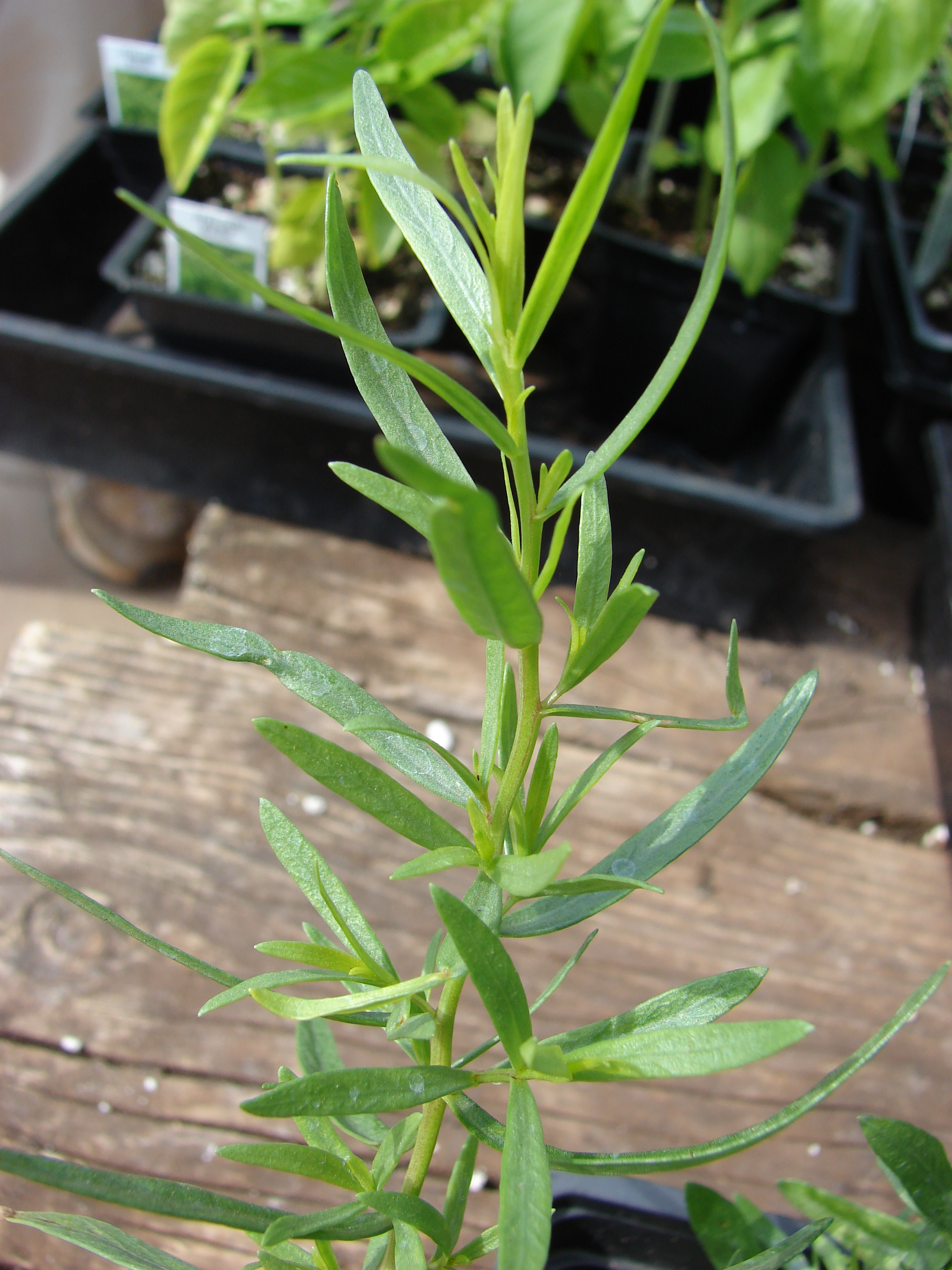
Тархун
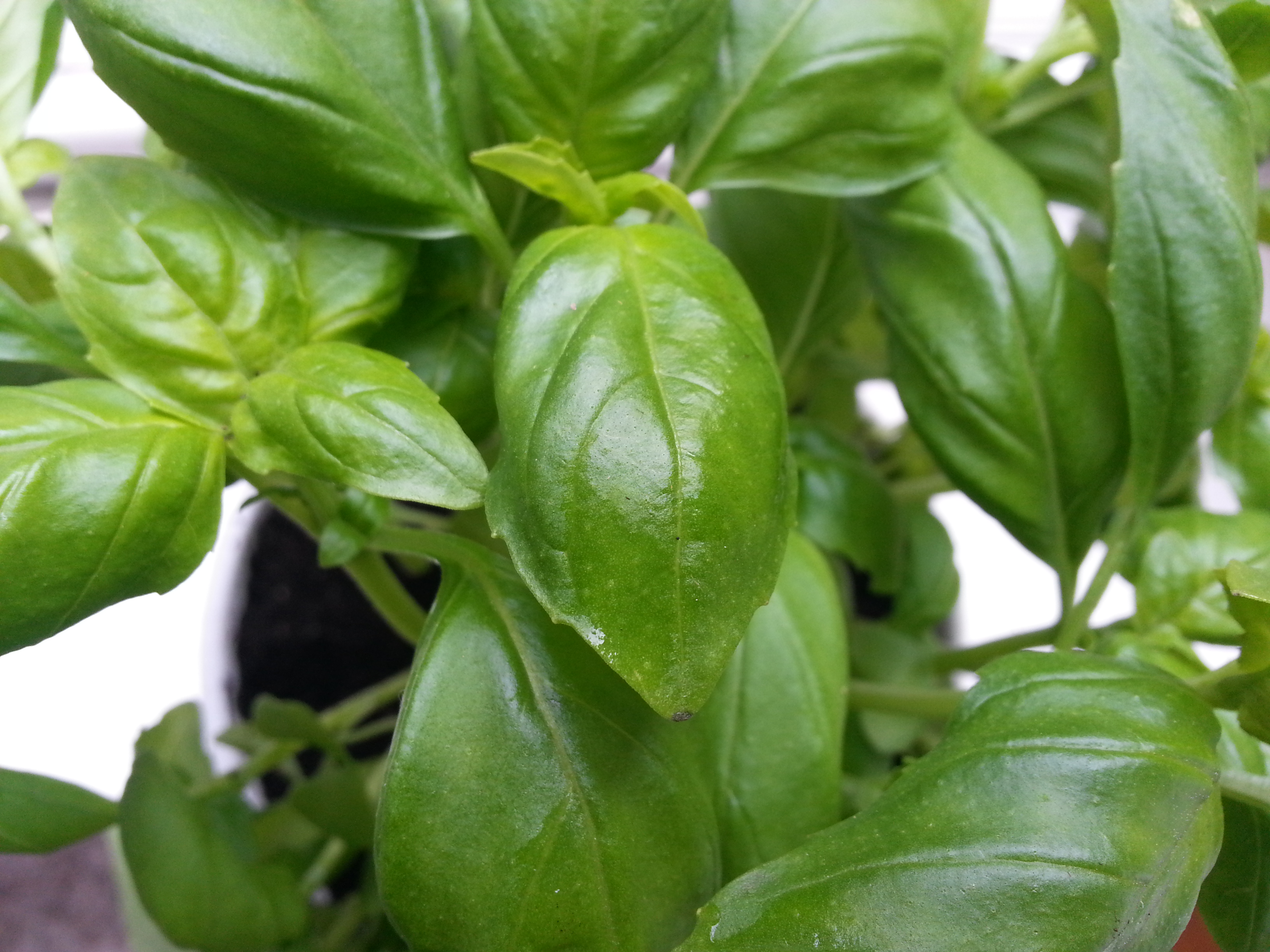
Базилик
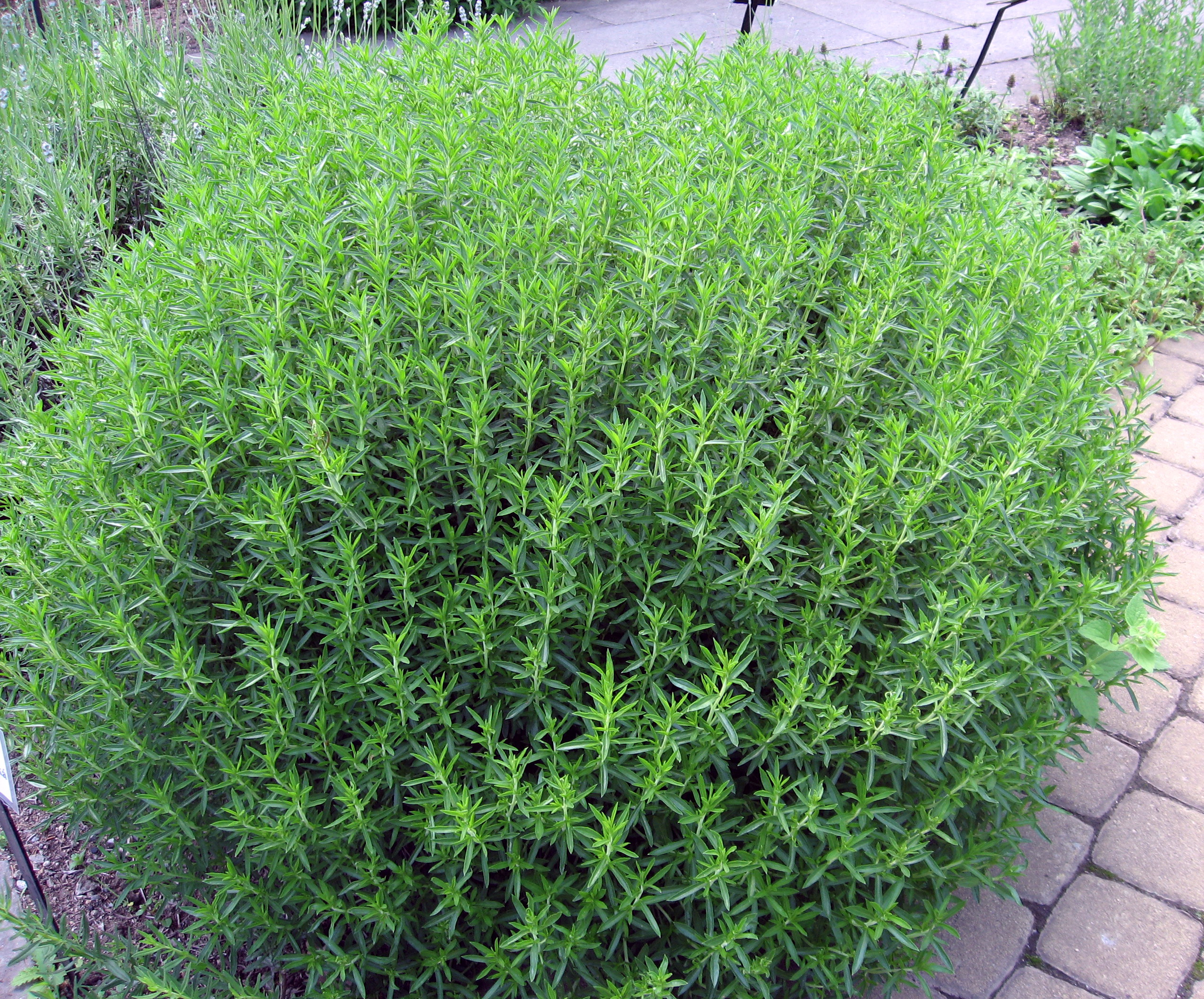
Чабер, груз. ქონდარი, кондари
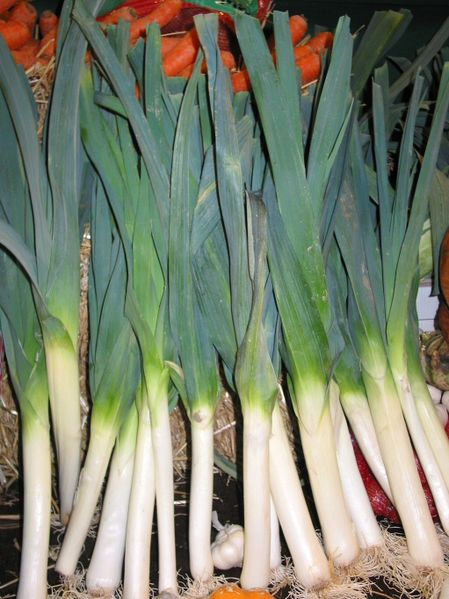
Лук-порей
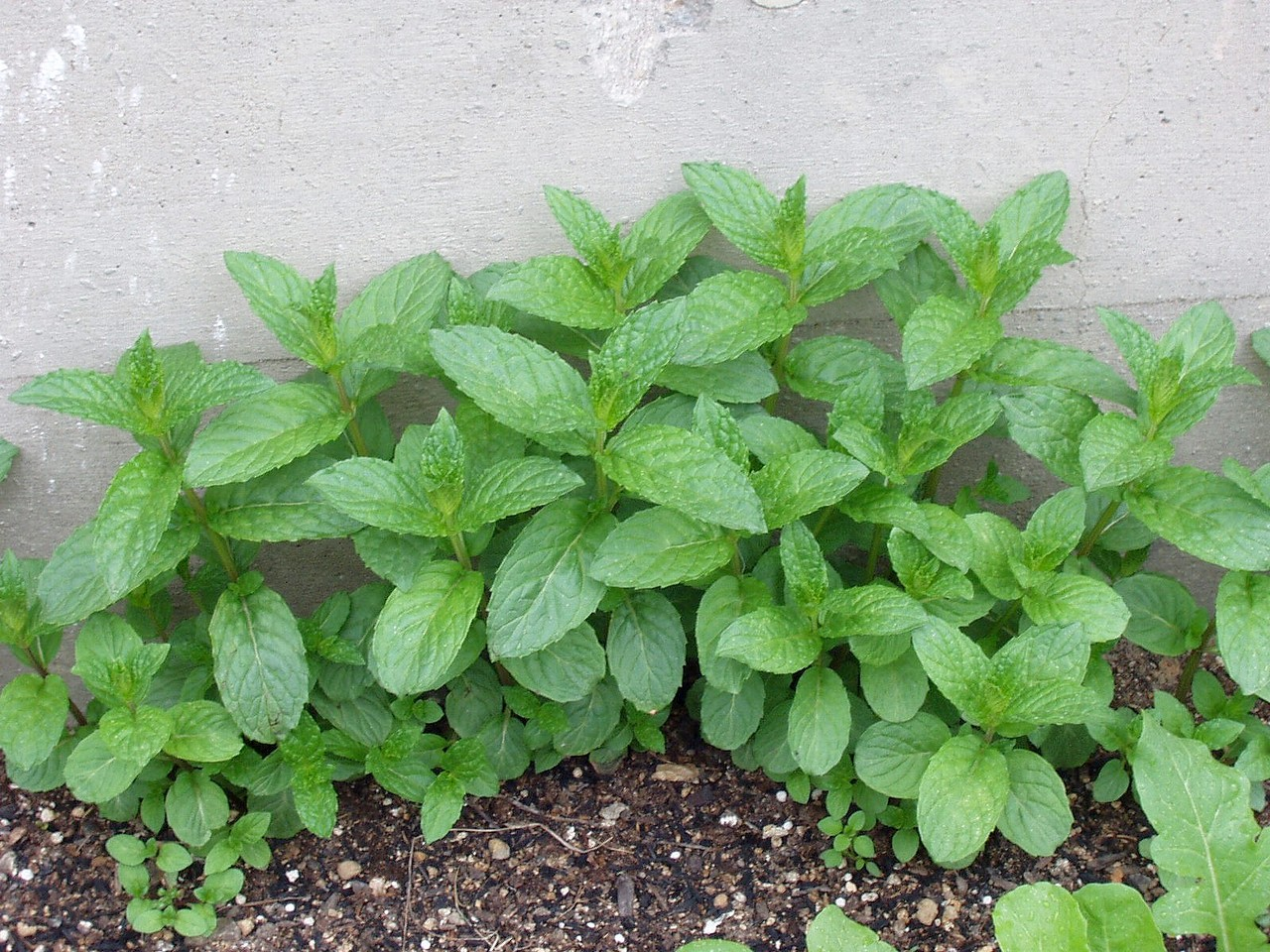
Мята
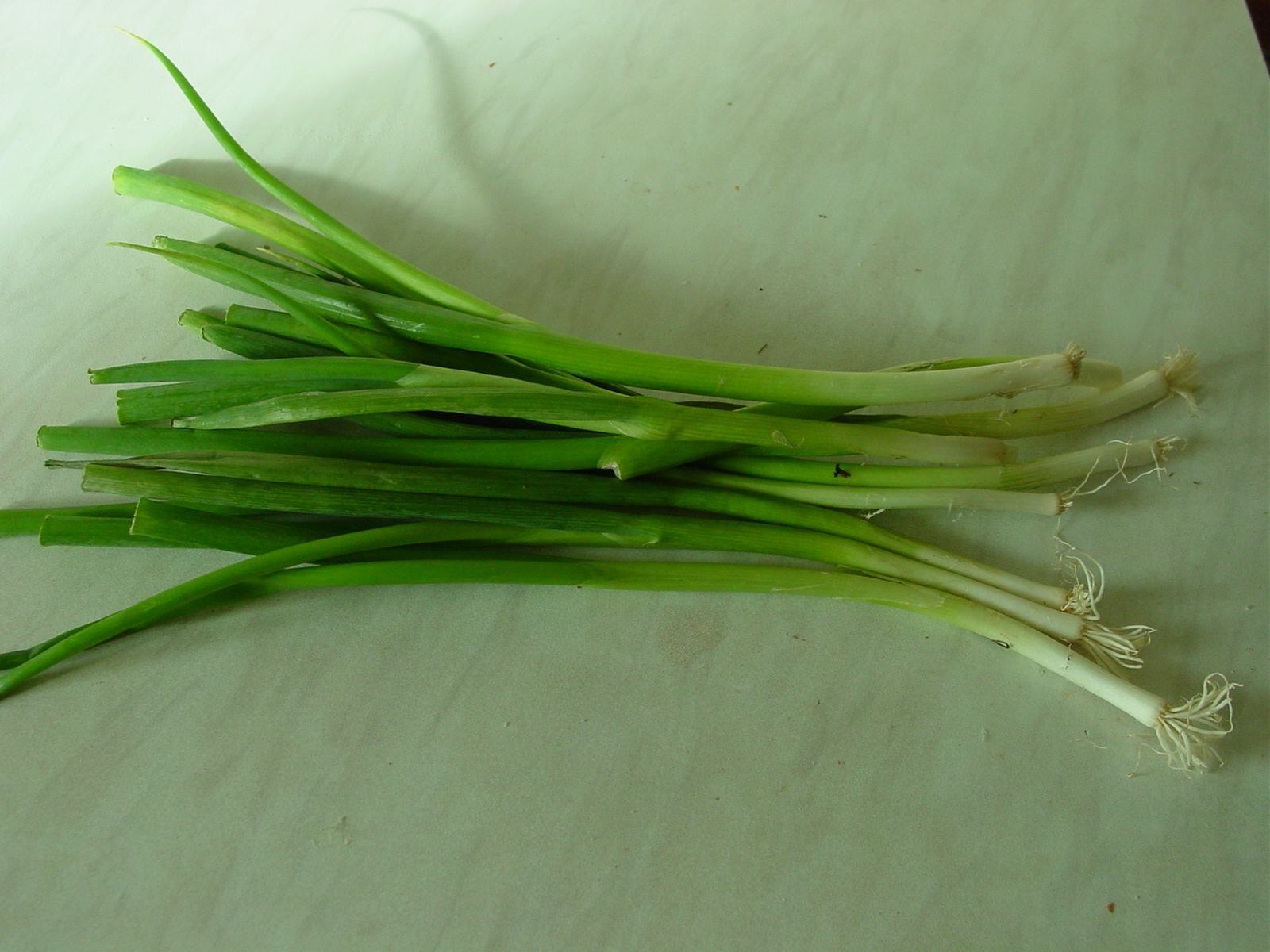
Зелёный лук

## Закуски

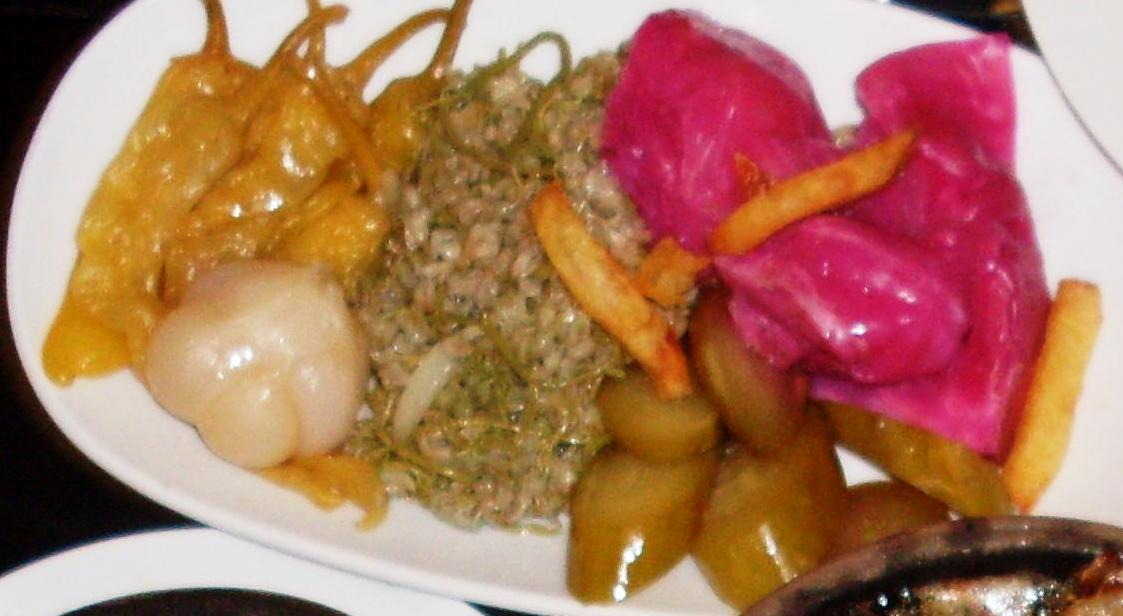
Соленья мжавеули

Холодные блюда из бобов (лобио), блюда из молодой крапивы, листьев свеклы, шпината (испанахи) называются пхали. Баклажаны готовятся с орехами и чесноком, где кроме баклажанов присутствуют помидоры, лук и другие овощи. Из грибов самым употребляемым и излюбленным является хис соко (вёшенки), также употребляются шампиньоны, в Западной Грузии одним из излюбленных и вкуснейших грибов является цезарский гриб.
Популярным салатом является газапхули, что означает «весна». Его готовят из свежих огурцов, кисло-сладких яблок, укропа и чеснока, также иногда используют стручковую фасоль и капусту.
Из горячих закусок одна из наиболее популярных кучмачи — из отварных куриных желудков (иногда и из свиных субпродуктов — печени, почек и лёгких) с ореховым соусом, подаваемое на кеци — специальной сковороде, которая в классическом виде делалась из огнестойкого камня или из специальной глины. На завтрак подают грузинский вариант яичницы — чирбули, которая включает в состав традиционные для грузинских блюд кинзу и грецкие орехи, а также много помидоров.
Также среди закусок очень популярны разнообразные блюда из баклажанов (бадриджани), из печёной свеклы и сушёного кизила (чоги).
Джонджоли — квашенные соцветия колхидской клекачки — являются одним из любимейших солений в Грузии. После 4—6 недель закваски их отжимают, прополаскивают водой, приправляют растительным маслом, винным уксусом, репчатым луком и кинзой.
На повседневный грузинский стол, помимо основного блюда, ставится блюдо с соленьями мжавеули — зелёный стручковый перец, зеленые помидоры, капуста, а также сыр сулугуни и свежая зелень — петрушка, кинза, базилик, цицмати, зелёный лук, тархун и т. д.

## Супы

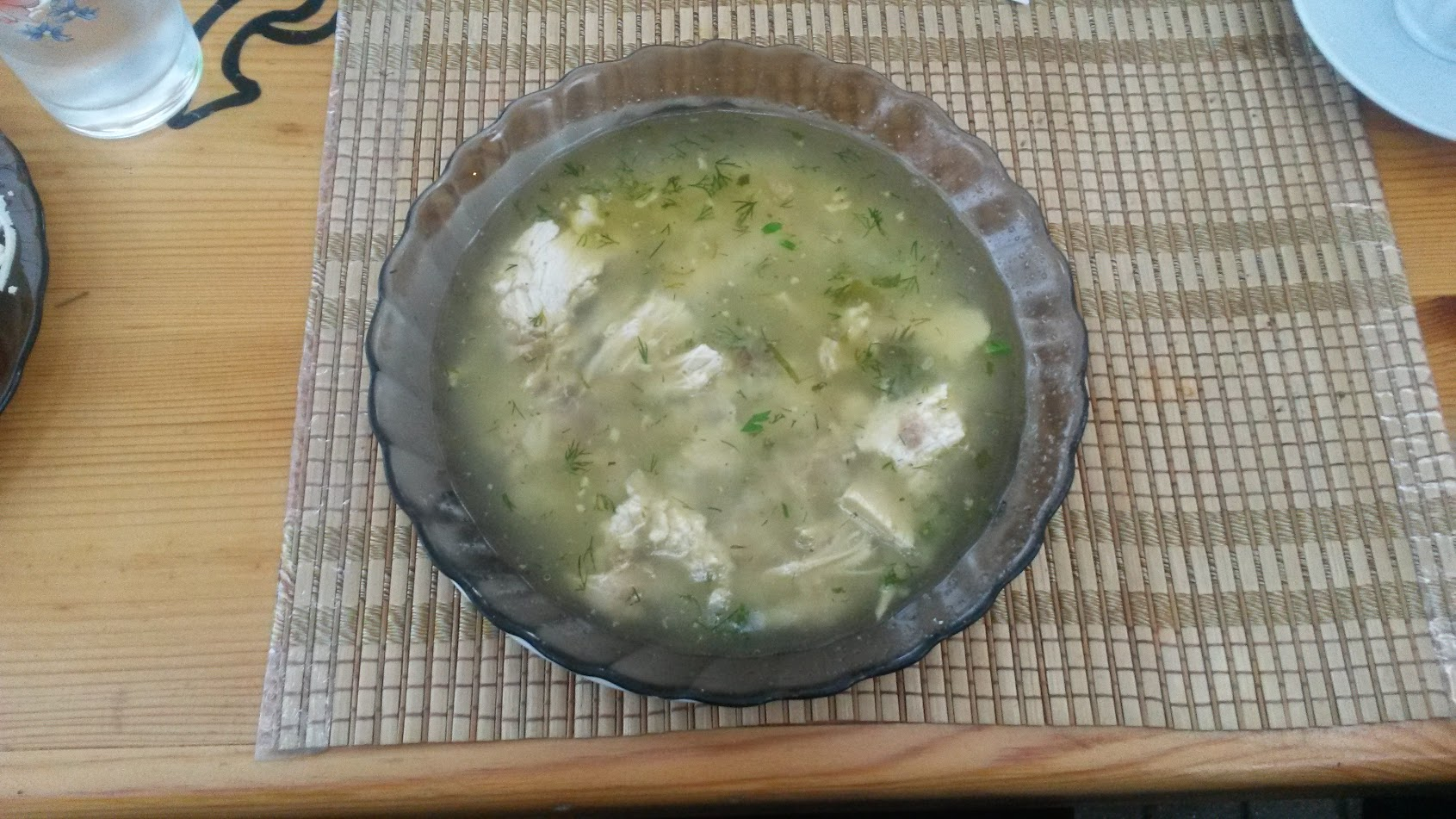
Чихиртма

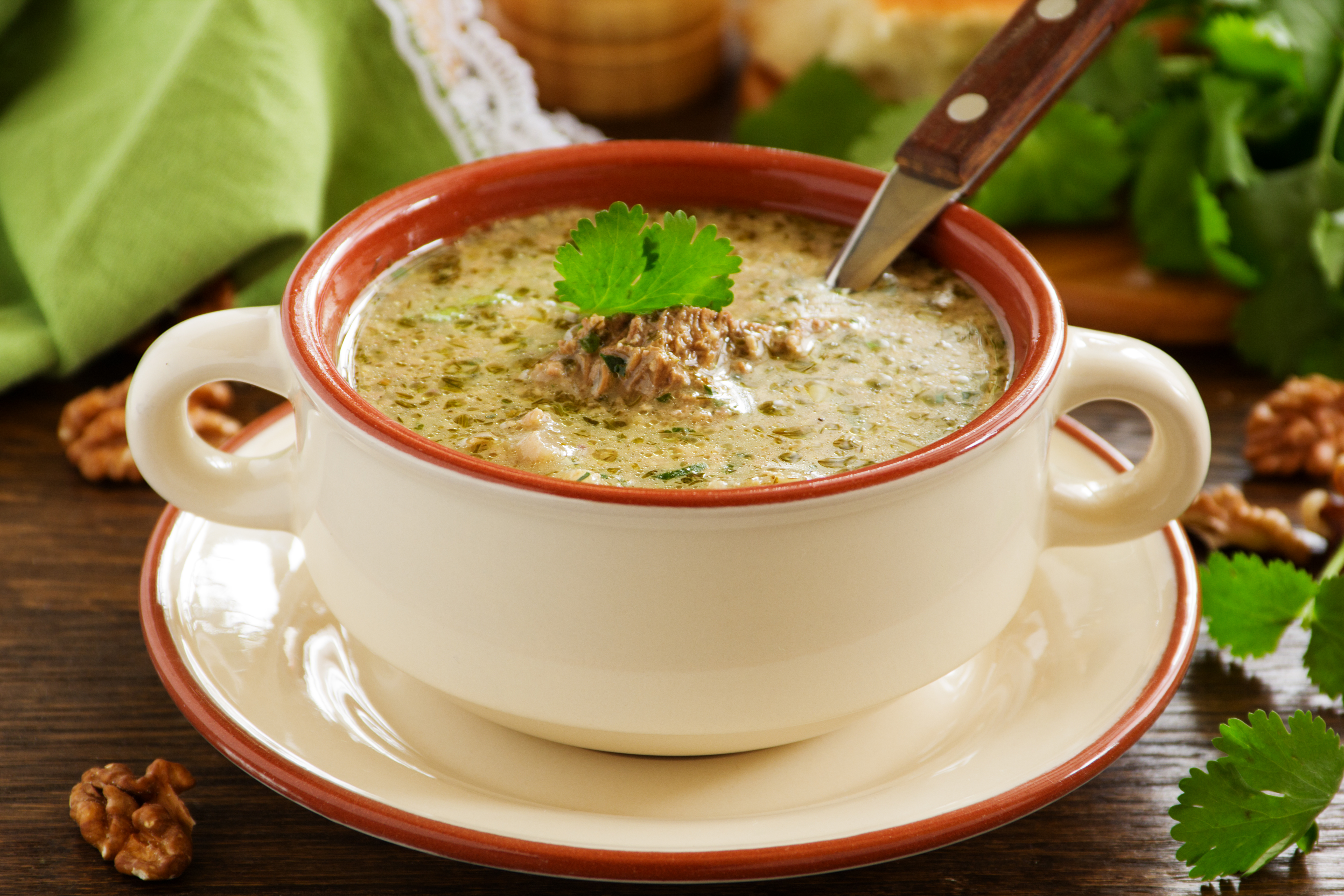
Харчо

Грузинские супы готовятся почти без овощной гущи, но консистенция их намного плотнее. Достигается это добавлением яиц. Чтобы яйца при нагревании не свернулись, их смешивают с какой-нибудь кислой средой, в качестве которой применяют уксус, кислые фруктовые соки или мацони. Но чаще всего в роли кислой среды используется загущенное и высушенное пюре сливы ткемали. Кислая среда значительно повышает усваиваемость блюда. Она используется либо с яйцами, либо с большим количеством мяса и жира. Наиболее известными супами грузинской кухни являются харчо, чихиртма, хаши и шечаманди из мацони (мацвнис супи). Хаши представляет собой очень жирный и насыщенный бульон, отваренный из говяжьих ног, брюшины и желудка. Отдельно к ним подаётся толчёный чеснок и подсушенный лаваш.

## Соусы и специи
Грузинская кухня предлагает большой выбор острых и кислых соусов, основа которых — исключительно растительное сырьё. Среди кислых основным сырьём выступают соки и мякоть слив ткемали, тёрна, граната, ежевики, кизила или барбариса. Соки уваривают на треть или половину и добавляют зелень и специи. Также частым компонентом в соусах являются толчёные орехи, разведённые водой, винным уксусом или бульоном. Реже используется толчёный чеснок. Помимо основы в состав соусов входит также большой набор пряностей, в основном пряных трав, пряной зелени и сухих пряностей. В состав сухих пряностей входят семена кориандра, красный перец, имеретинский шафран, гвоздика; пряной зелени — петрушка, мята, укроп, эстрагон, чабер, базилик и кинза.
Особым праздничным соусом считается бажэ, очень пряная подливка из толчёных грецких орехов с чесноком и винным уксусом, подаваемая к мясу и рыбе. Из ткемали готовят сладко-кислый лаваш тклапи. Он представляет собой лаваш толщиной не более 3 мм и хранятся в сушёном виде. В нужный момент разводят в горячей воде или бульоне. Является обязательным элементом в знаменитом супе харчо.
Соус киндз-дзмари подаётся к отварной белой рыбе. Название происходит от груз. ქინძ — «кинза» и ძმარი — «уксус». Для приготовления этого соуса достаточно измельчить кинзу, соль по вкусу и залить винным уксусом.
Соус гаро состоит из толчёных грецких орехов и мелко нарезанных лука, кинзы, чеснока, разведённых гранатовым соком и куриным бульоном или винным уксусом.

### Список соусов и специй грузинской кухни
Соусы
- Аджика.
- Бажэ — орехово-чесночный соус.
- Гаро — соус из грецкого ореха[6].
- Кизиловый соус.
- Киндз-дзмари — соус из уксуса и кинзы[7]
- Сацебели — соус из томатов, сладкого перца и специй.
- Сациви.
- Терновый соус — соус ткемали из терновника.
- Ткемали — соус из сливы ткемали.
- Тклапи — высушенное пюре сливы ткемали или кизила в виде тонкого блина.
- Томатный соус.

Специи
- Гицрули (груз. გიცრული (ძირა) ადგილზე, дзира, горный тмин) — дикая, горная разновидность тмина обыкновенного (не путать с зирой).
- Имеретинский шафран — перемолотые высушенные соцветия бархатцев.
- Кондари — чабер.
- Сванская соль.
- Уцхо-сунели — измельчённые семена и соцветия пажитника голубого.
- Хмели-сунели — порошкообразная смесь трав и пряностей.

## Молочные продукты и блюда
Мацони очень популярен на Кавказе и в Грузии в частности. Он используется как компонент теста для хачапури, приготовления соусов и супов.
На долю имеретинского сыра и сулугуни приходится до 80 % от всего производимого в стране сыра. В Грузии распространены в основном рассольные сыры, приготовленные бурдючным или кувшинным методом; их могут употреблять отдельно или в качестве добавки в первые и вторые блюда. Грузинские сыры отваривают в молоке, запекают в тесте, вымачивают, выдерживают в мёде или растительном масле, коптят и даже жарят на вертеле или сковороде. Такой жареный сыр подходит, например, к вину.
С 2010 года в Тбилисском этнографическом музее каждую осень проходит фестиваль сыра, на который приезжают производители со всей Грузии, из Армении и Азербайджана.

### Грузинские сыры[8]
- Гуда (гудис квели) — овечий сыр из региона Тушети, созревающий в овечьем бурдюке.
- Дамбалхачо — сыр с плесенью из горных районов Пшавия и Мтиулети[11].
- Имеретинский сыр (чкинти квели / имерули квели) — молодой слабосоленный сыр.
- Калти — твёрдый сыр из высохшего надуги.
- Картули квели (грузинский сыр) — сыр из коровьего, овечьего, козьего либо буйволиного молока, либо из их смеси.
- Коби (кобийский) — подобный по технологии изготовления осетинскому сыр производят из овечьего молока в муниципалитете Степанцминда.
- Надуги — сывороточный сыр, подобный итальянской рикотте.
- Сулугуни — рассольный сыр из региона Самегрело.
- Тенили — кулинарная гордость Месхетии, сыр из овечьего молока.
- Тушинский сыр.
- Чечили — сыр из обезжиренного коровьего молока в виде тонких верёвок.
- Чоги — сыр из жирного овечьего молока, созревающий в мешках из овечьей шкуры.

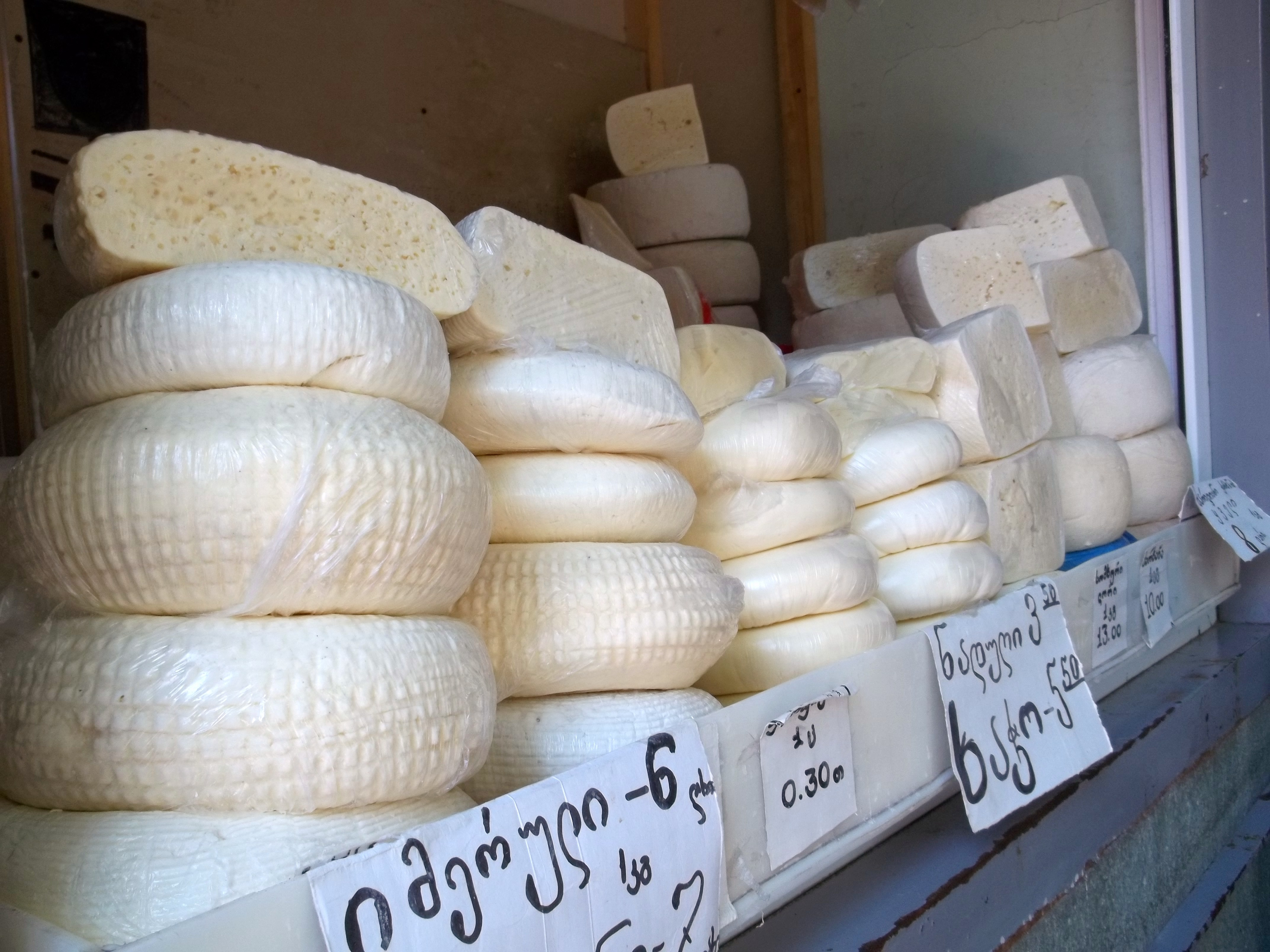
Имеретинский
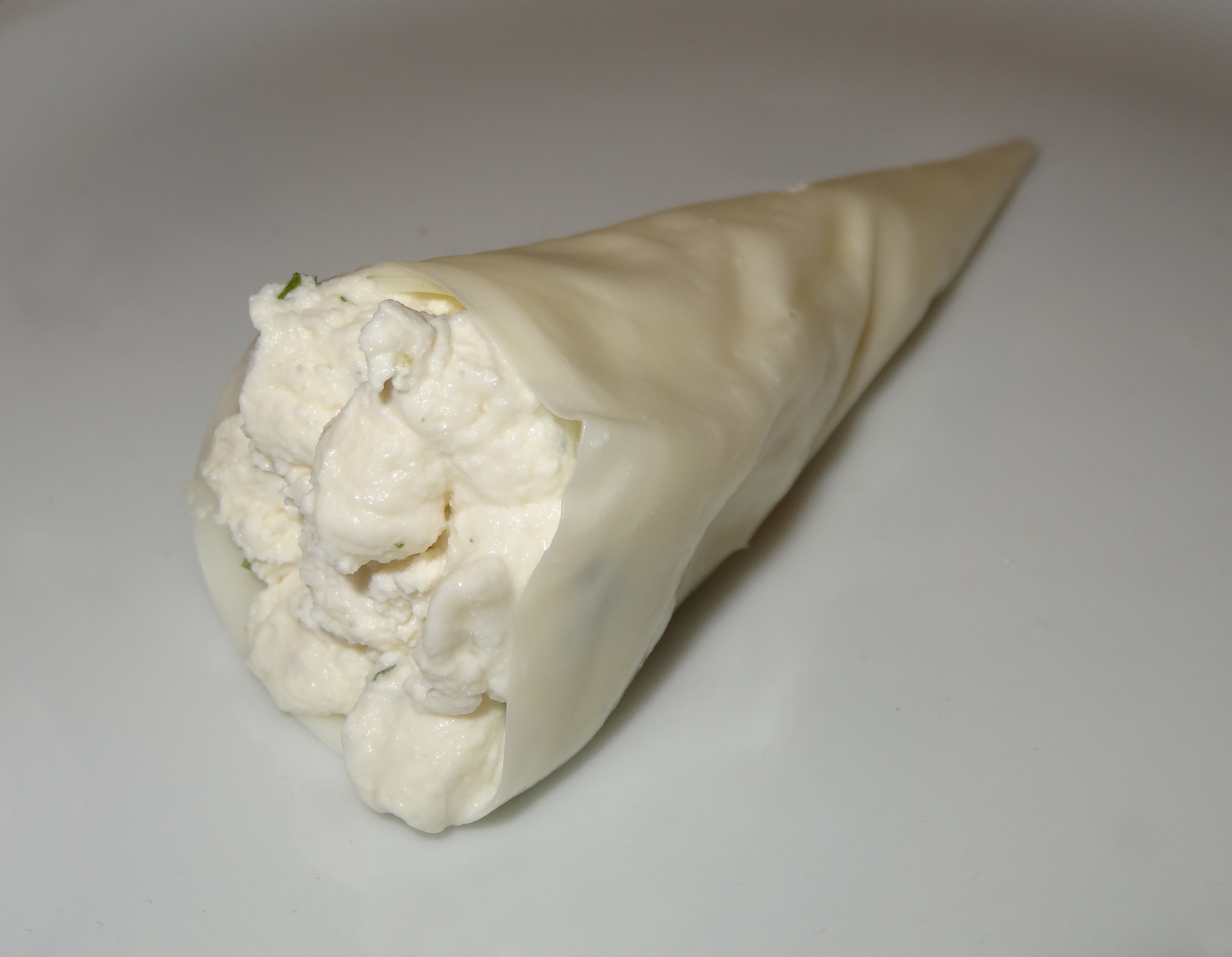
Надуги в листе тонконарезанного сулугуни
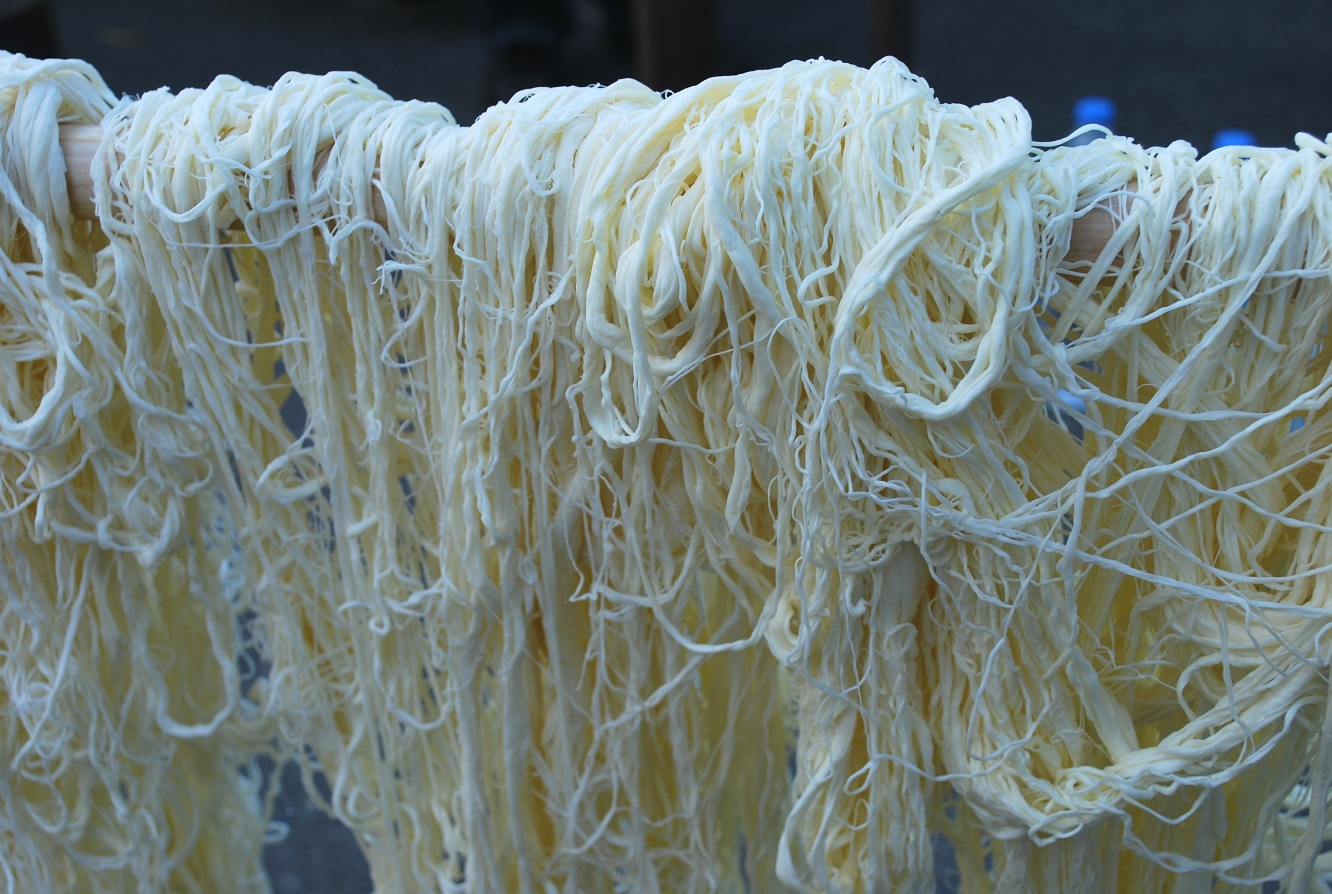
Тенили
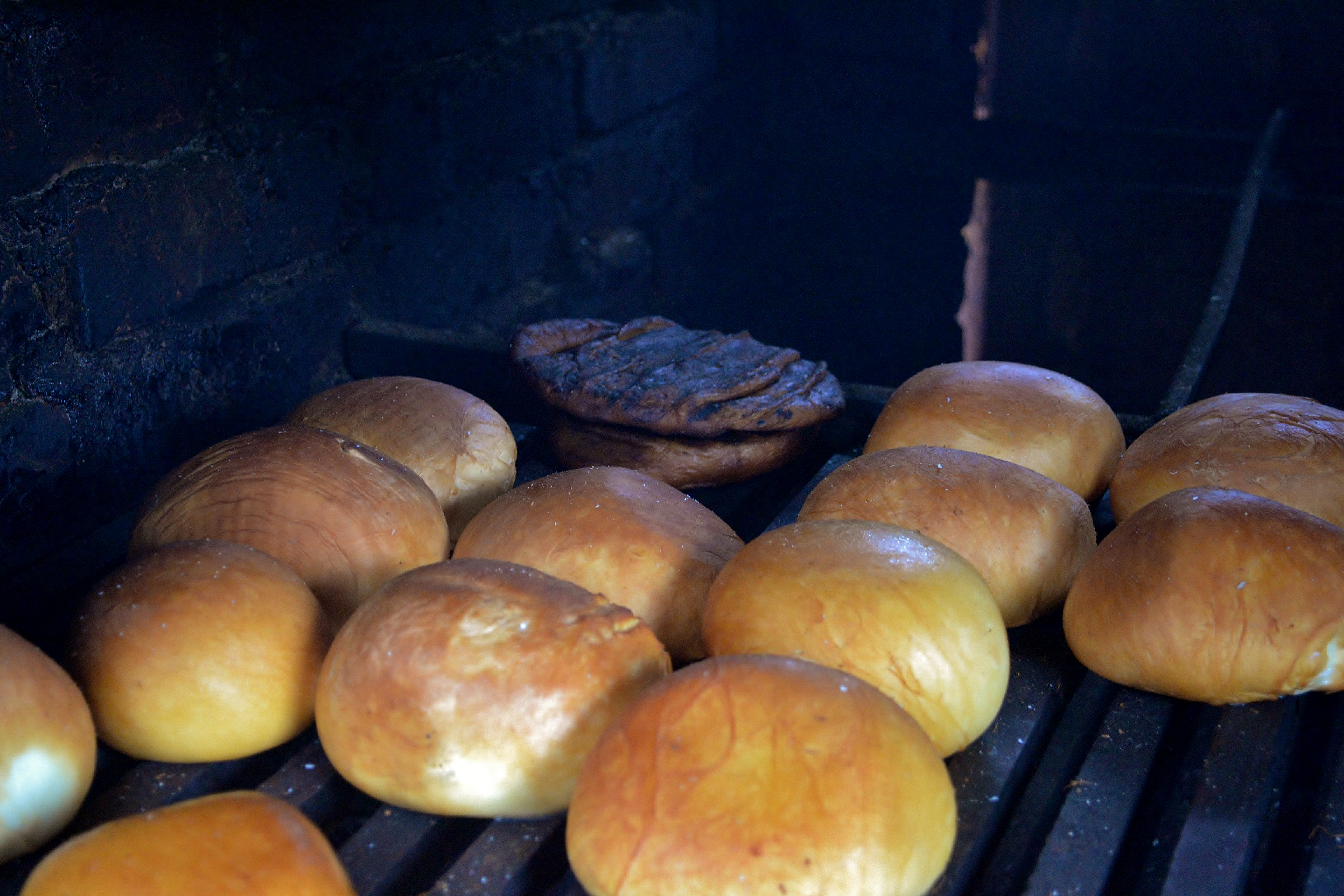
Копчёный сулугуни
Гуда
Дамбалхачо и питейный рог канци[груз.]

### Блюда из сыра

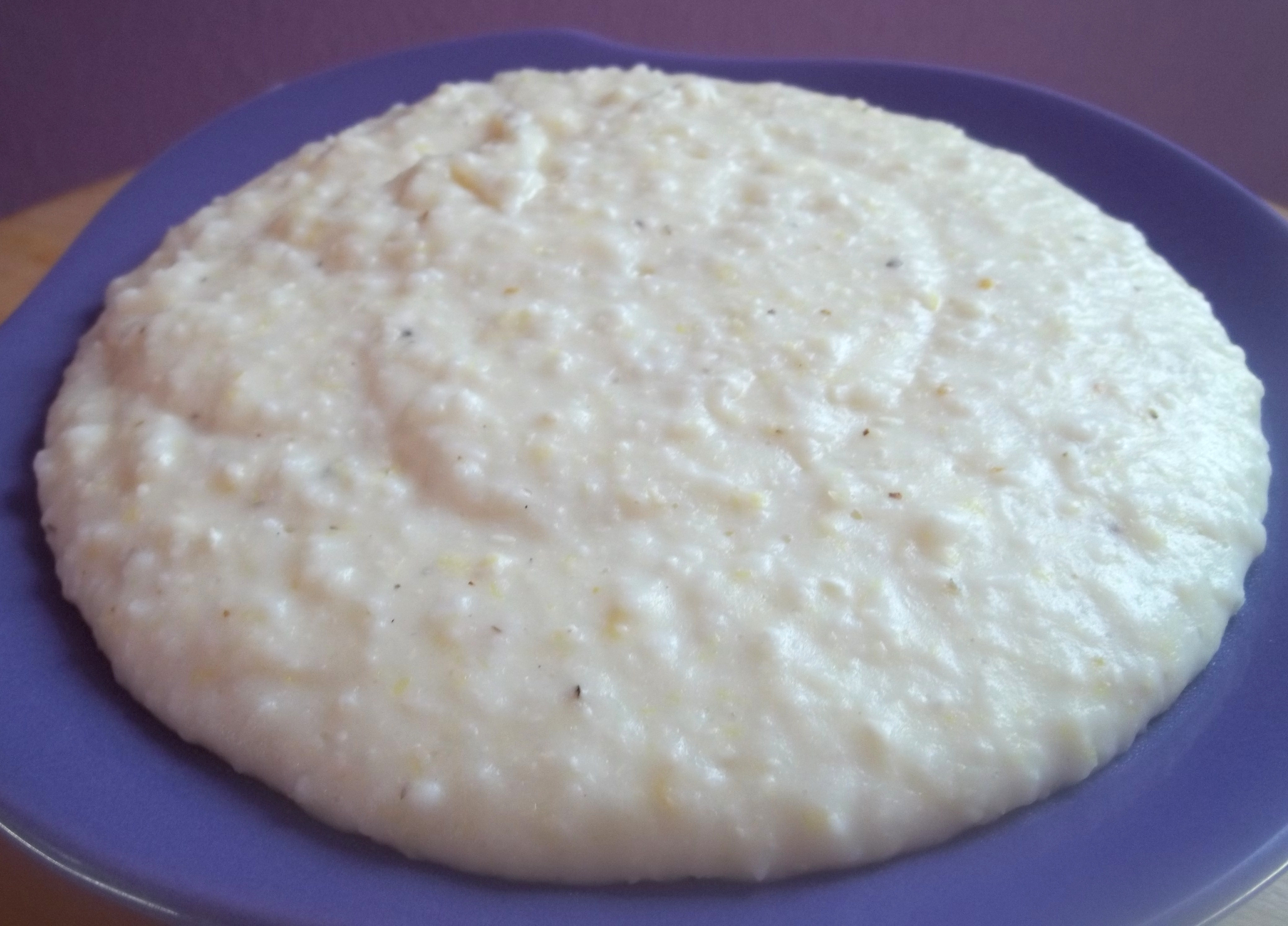
Каша эларджи

- Гадазелили — блюдо, приготавливаемое из имеретинского сыра, который разводится в молоке.
- Гебжалия — закуска в форме рулетиков из сыра (молодого имеретинского или сулугуни), мацони и мяты; блюдо мегрельской кухни.
- Ташмиджаби[груз.] — сванское блюдо из имеретинского сыра и картофельного пюре.
- Чемква — западногрузинский вариант распространенного на Северном Кавказе молочного блюда из сочетаний молока, имеретинского сыра и кукурузной муки.
- Эларджи — это каша из кукурузной муки с добавлением большого количества сыра, традиционно сваренная на воде.
- Эрбохачо — некое подобие фондю из нарезанного сыра дамбалхачо и топлённого масла.

## Мясные блюда

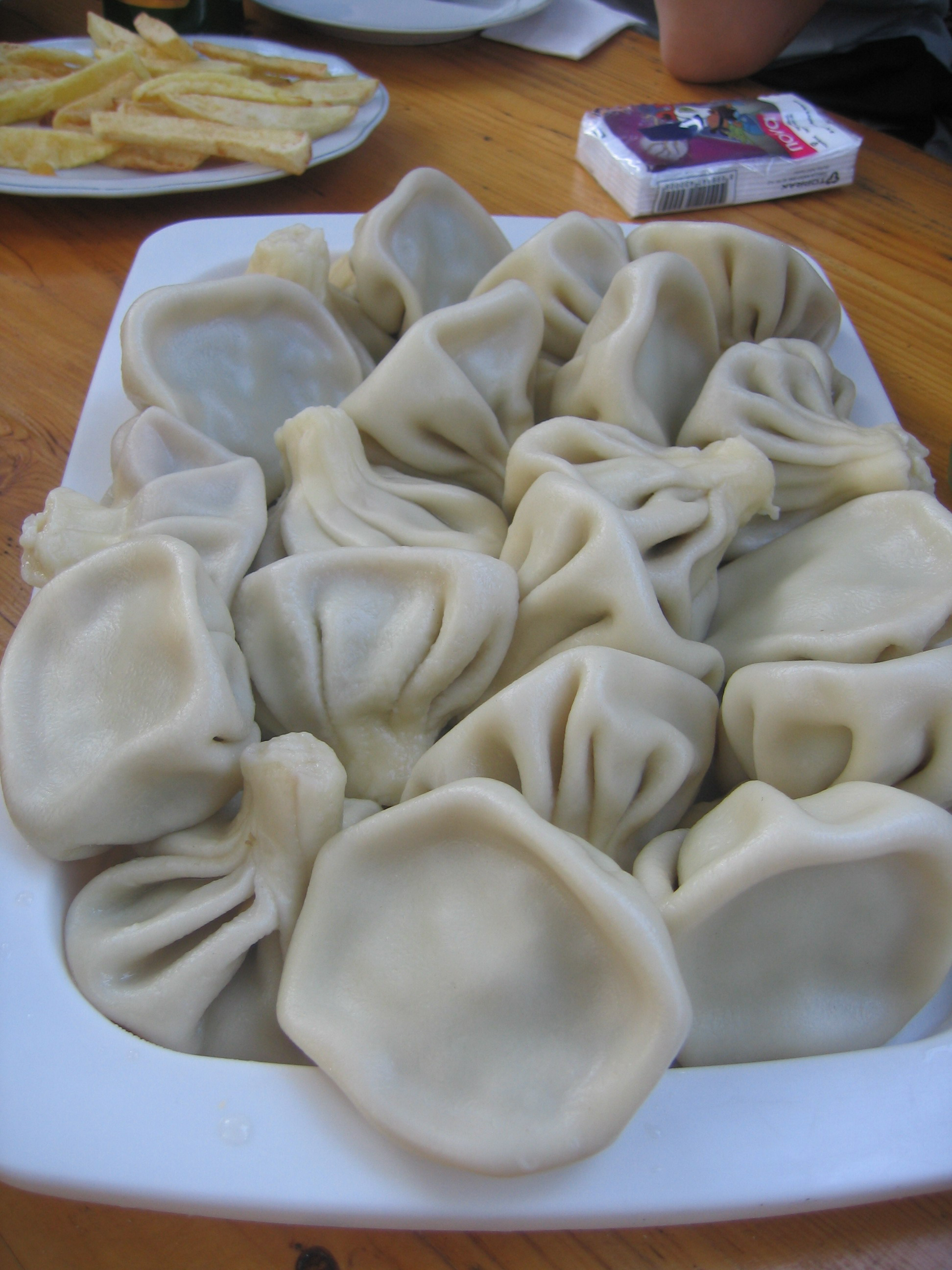
Хинкали

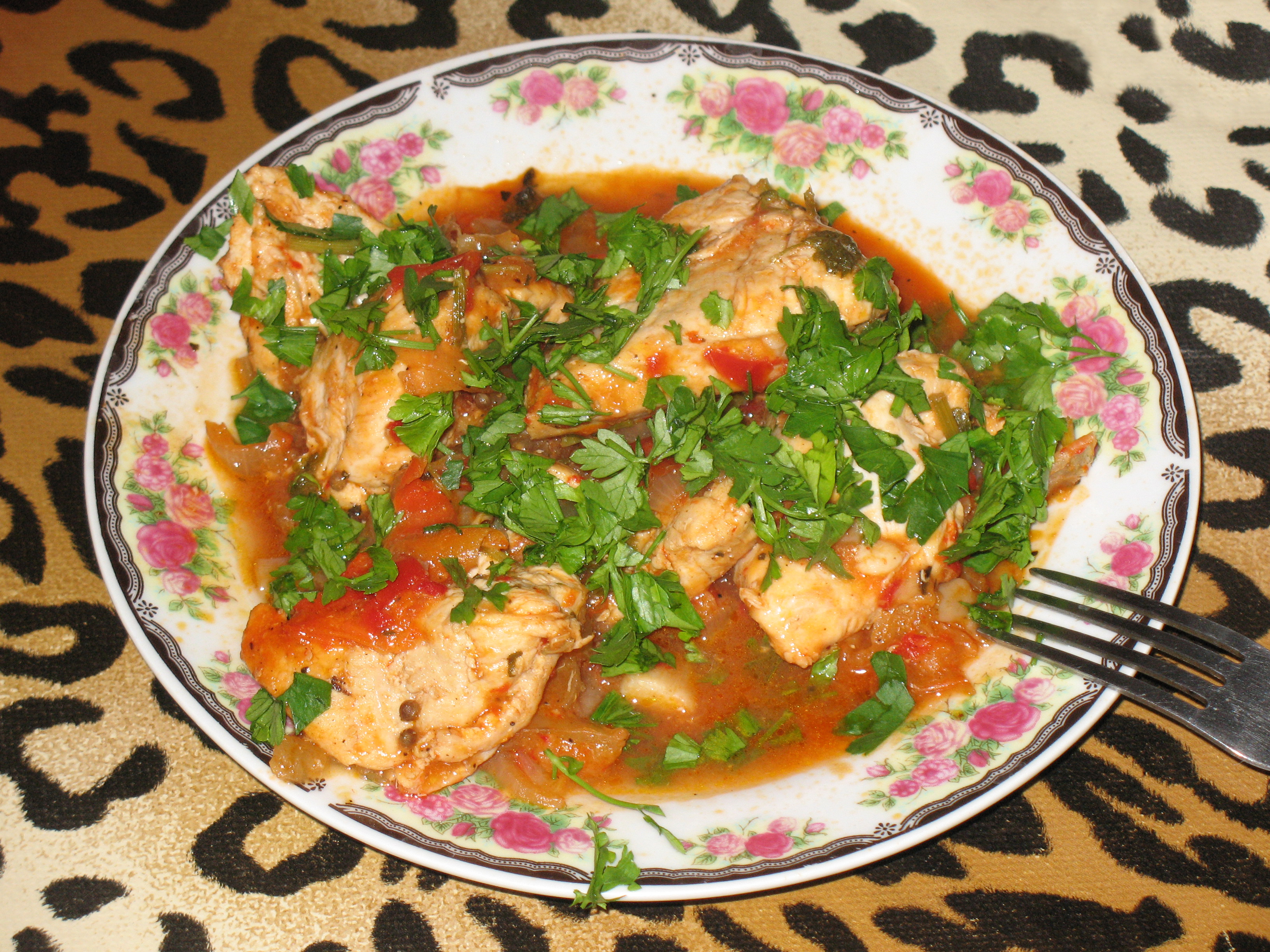
Чахохбили

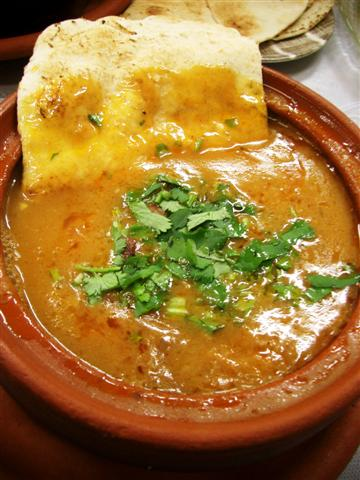
Чанахи

Особым мясным блюдом Грузии считаются хинкали (большие и очень сочные пельмени), которые посыпаются чёрным молотым перцем. Их едят руками. Обычно хинкали подают как основное и единственное блюдо к столу, и такой пир в народе называют хинклаоба — «празднество хинкали».
Из праздничных блюд самое известное — сациви, пряное холодное рагу, в основном из индейки или курицы, с толчёным грецким орехом. Также часто готовится гочи — зажаренный в печи поросёнок. Шашлык (по-грузински — мцвади) готовят как правило из свежей вырезки говядины, но также и из предварительно замаринованного мяса. Такое блюдо как цыплята табака известно на всём постсоветском пространстве. Есть в Грузии своё подобие холодца, мужужи. Отличается добавлением в бульон винного уксуса. Особый вид пресервированных сырых колбас в Грузии называют купаты, их сначала отваривают, а затем обжаривают. Чашушули (или остри) — ароматное, острое блюдо из мяса (говядина или телятина), тушёное в томатах. Абхазури — котлеты из говяжьего или бараньего мяса, завёрнутые в жировую сетку. Список мясных грузинских блюд будет неполон без кучмачи (тушёные куриные потрошки) и чакапули (баранина, тушёная с тархуном и другими видами зелени).
В кухне рачинцев популярна рачинская ветчина (рачули лори), изготавливаемая из свиного окорока. В местных блюдах её применяют в качестве добавки в начинку для лобиани и мчади. Рачинское село Шкмери — родина ещё одного популярного грузинского блюда, шкмерули (жареная курица в молочно-чесночном соусе).

### Мясо-овощные блюда
Чанахи — блюдо, получаемое в результате томления мяса с овощами в глиняных горшочках в духовом шкафу или печи. Среди повседневных блюд одним из самых популярных является оджахури — жареное мясо с картофелем, и чакапули — молодое мясо, тушённое с зеленью и специями. Чахохбили — блюдо, приготовляемое из говядины или баранины, но чаще из домашней птицы (обычно из курицы); наиболее подходит для него молодое мясо хорошей упитанности, с жирком. Салхино (тапа салхино) — большой запечённый кусок баранины/ягнятины с овощами.

## Мучные блюда
Традиционные грузинские хлебные изделия включают в себя тониспури, шотиспури (в виде лодки). Грузинские хлеба традиционно пекут в большой, круглой печи под названием тонэ. В качестве хлеба используются пресные кукурузные лепешки (мчади), испеченные в печи (так называемой бухари) в особых керамических (каменных) сковородах (кеци), а также горячий хлеб-лаваш. Иногда хлеб заменяет пресная кукурузная каша гоми. Из сладкой выпечки наиболее известна када. Сладкие булочки назуки, которые пекут в посёлке Сурами также известны на всю страну.

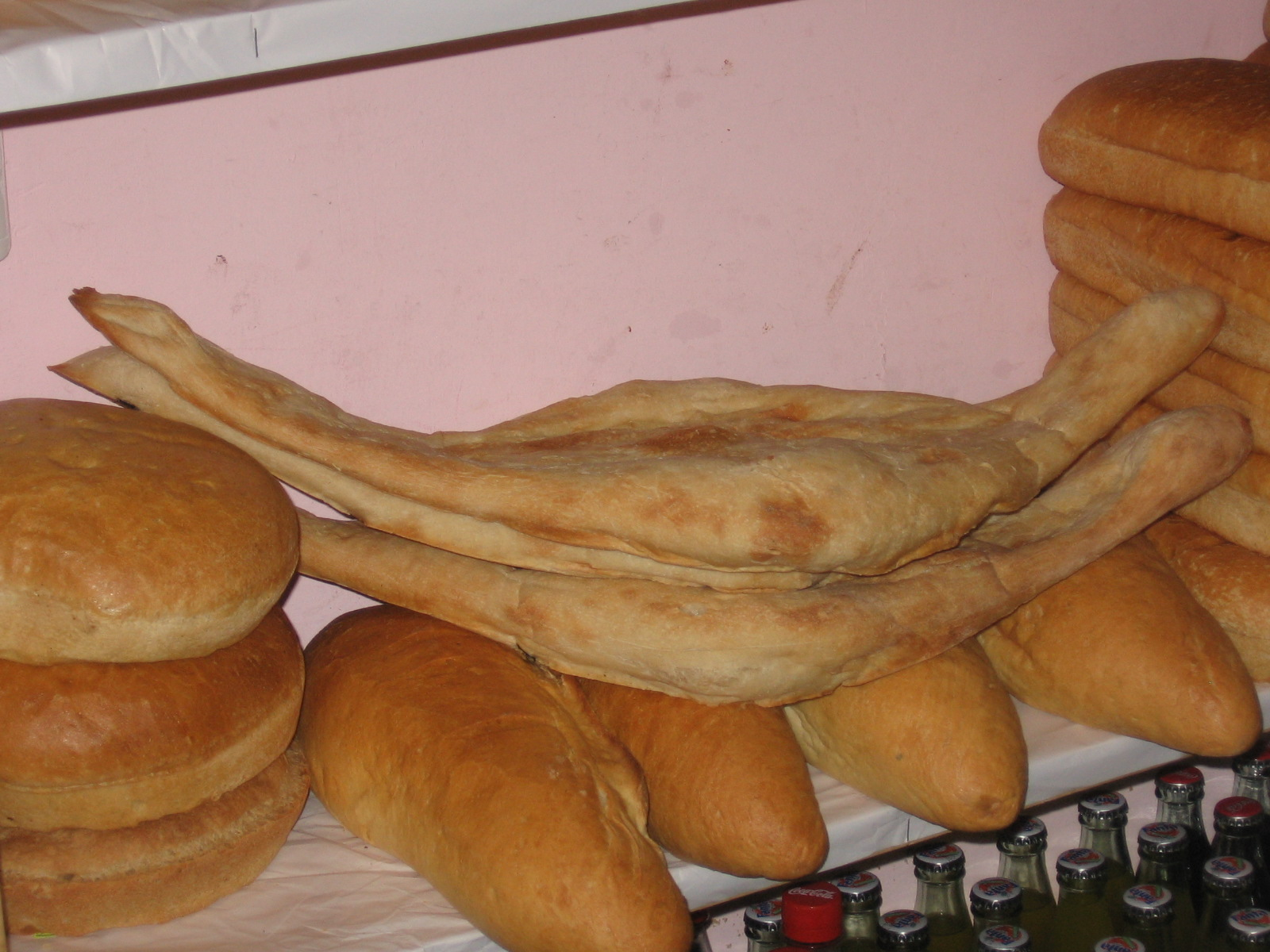
Шотис пури
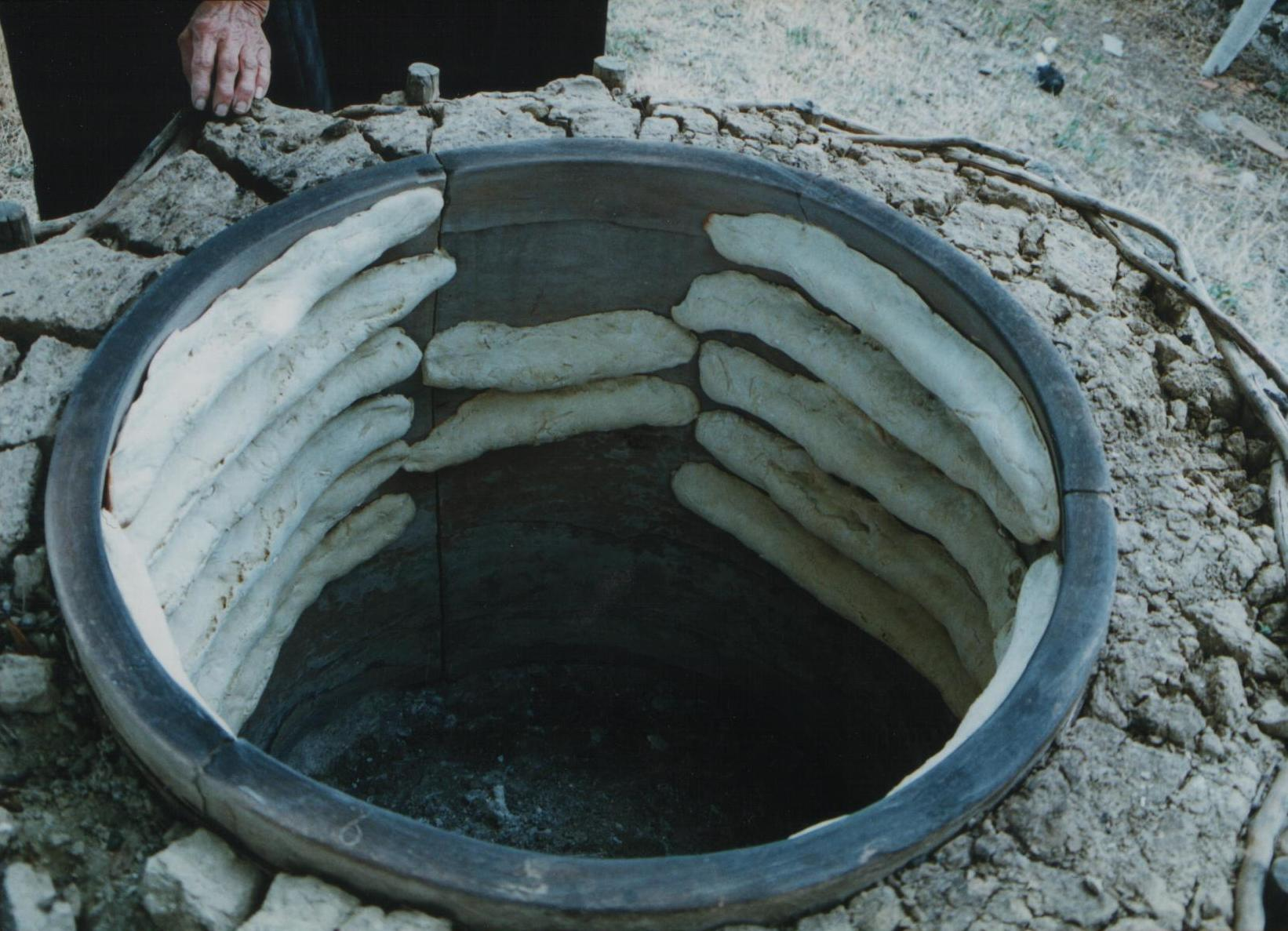
Тонис пури готовится в печи тонэ
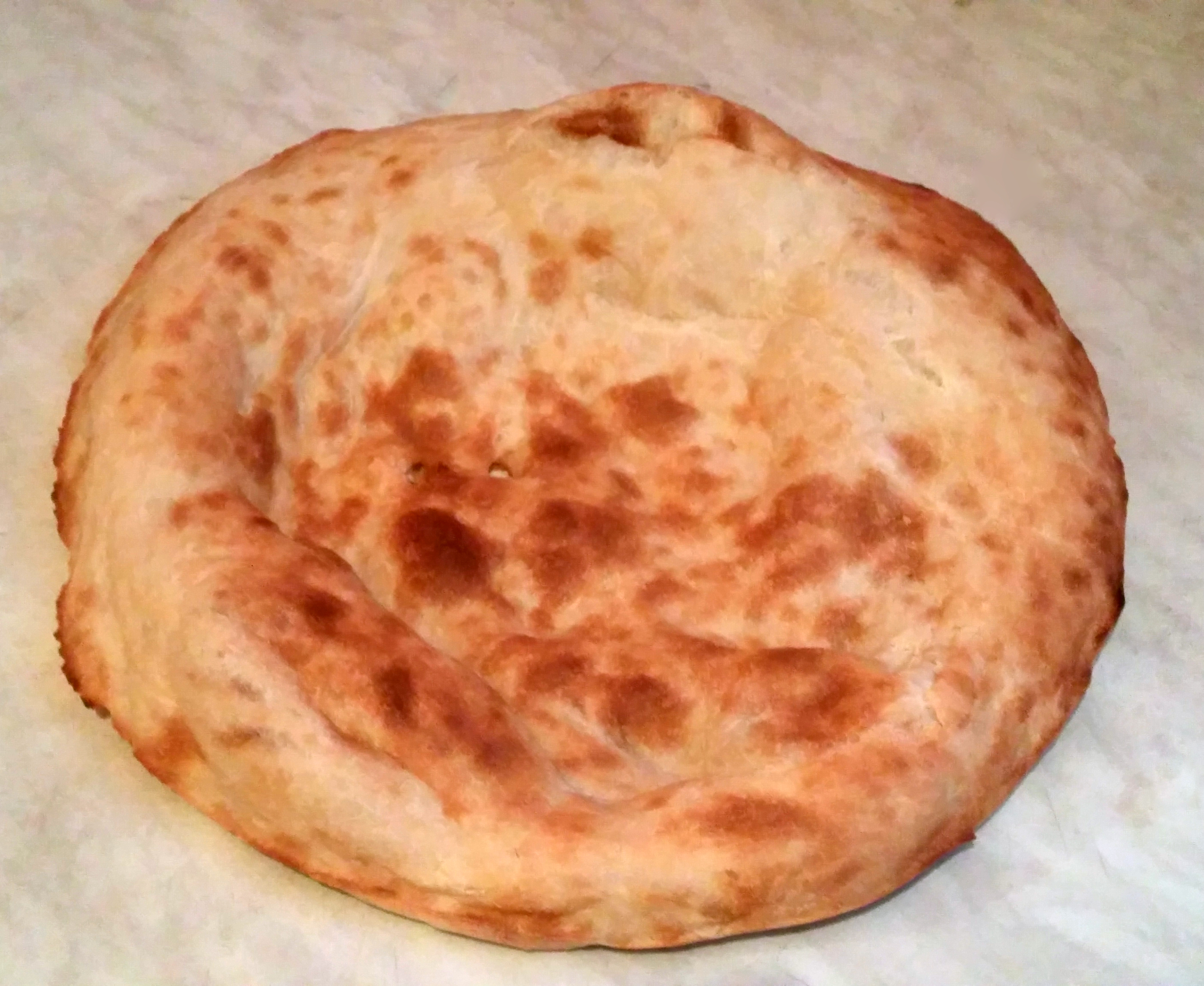
Грузинский лаваш (мадаури)
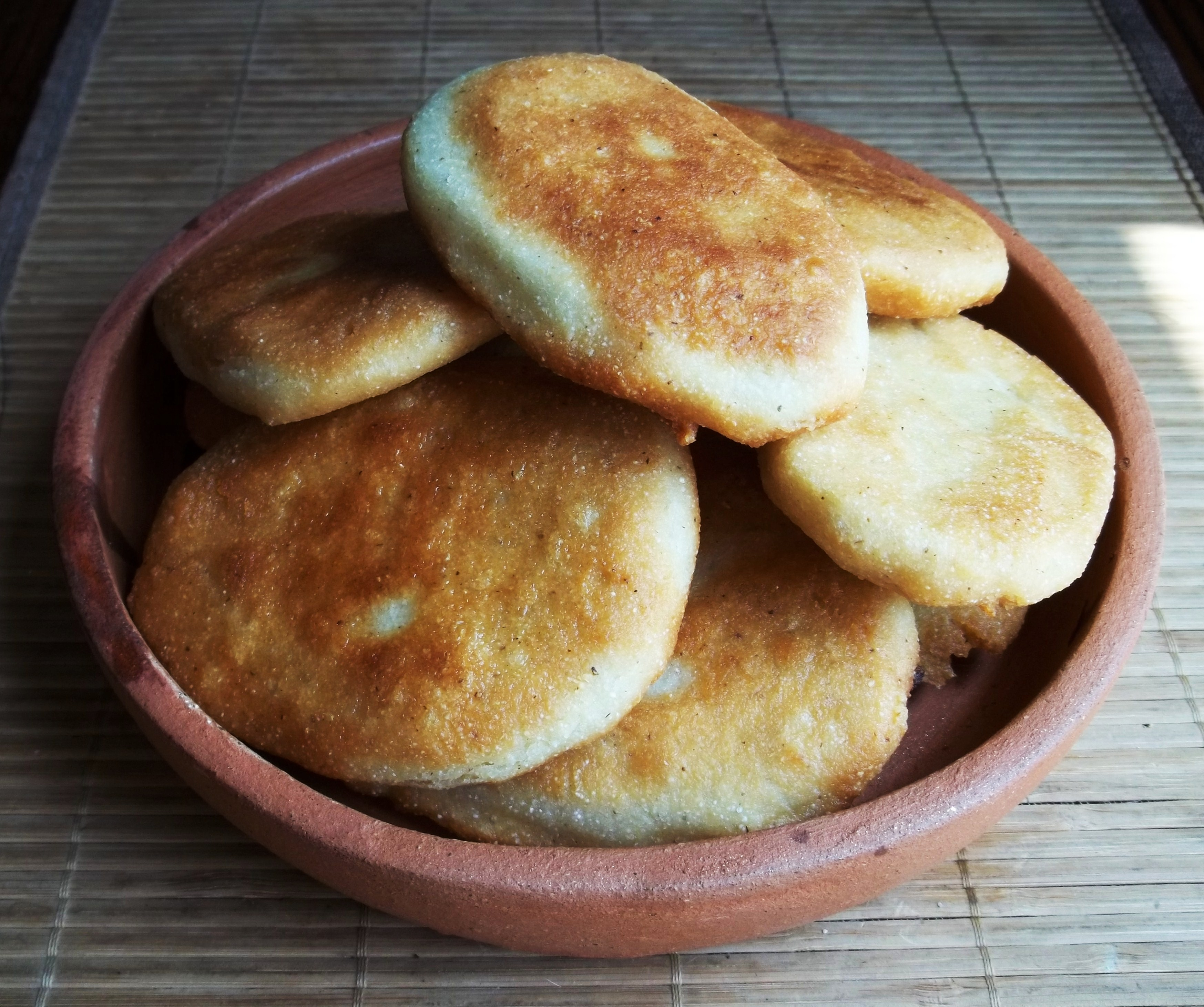
Мчади

### Xачапури
В различных местах Грузии пекутся разнообразные виды лепёшек с сыром — хачапури (ხაჭაპური), самые известные из которых — хачапури по-аджарски (აჭარული ხაჭაპური; с яйцом), по-имеретински (იმერული ხაჭაპური; закрытые), пеновани (ფენოვანი; из слоёного теста) и ачма (აჩმა) — варёное тесто с сыром. Наряду с хачапури в Грузии популярен и пирог лобиани (ლობიანი) с начинкой из варёной фасоли. Сванская лепешка с мясом называется кубдари (კუბდარი).

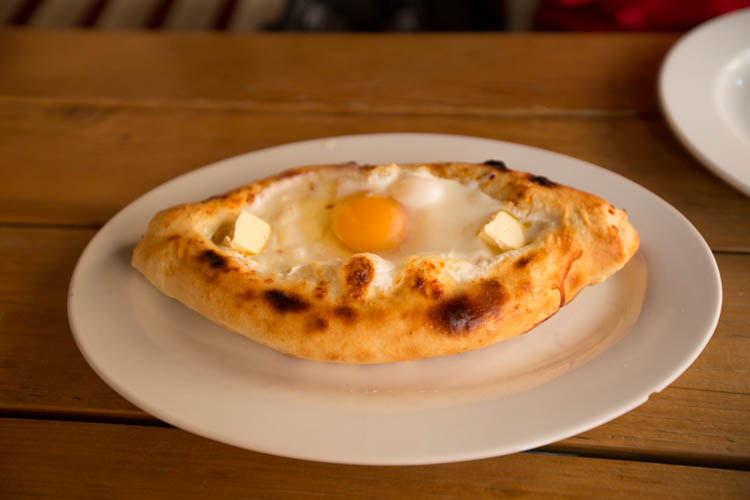
Ачарули хачапури (хачапури по-аджарски)
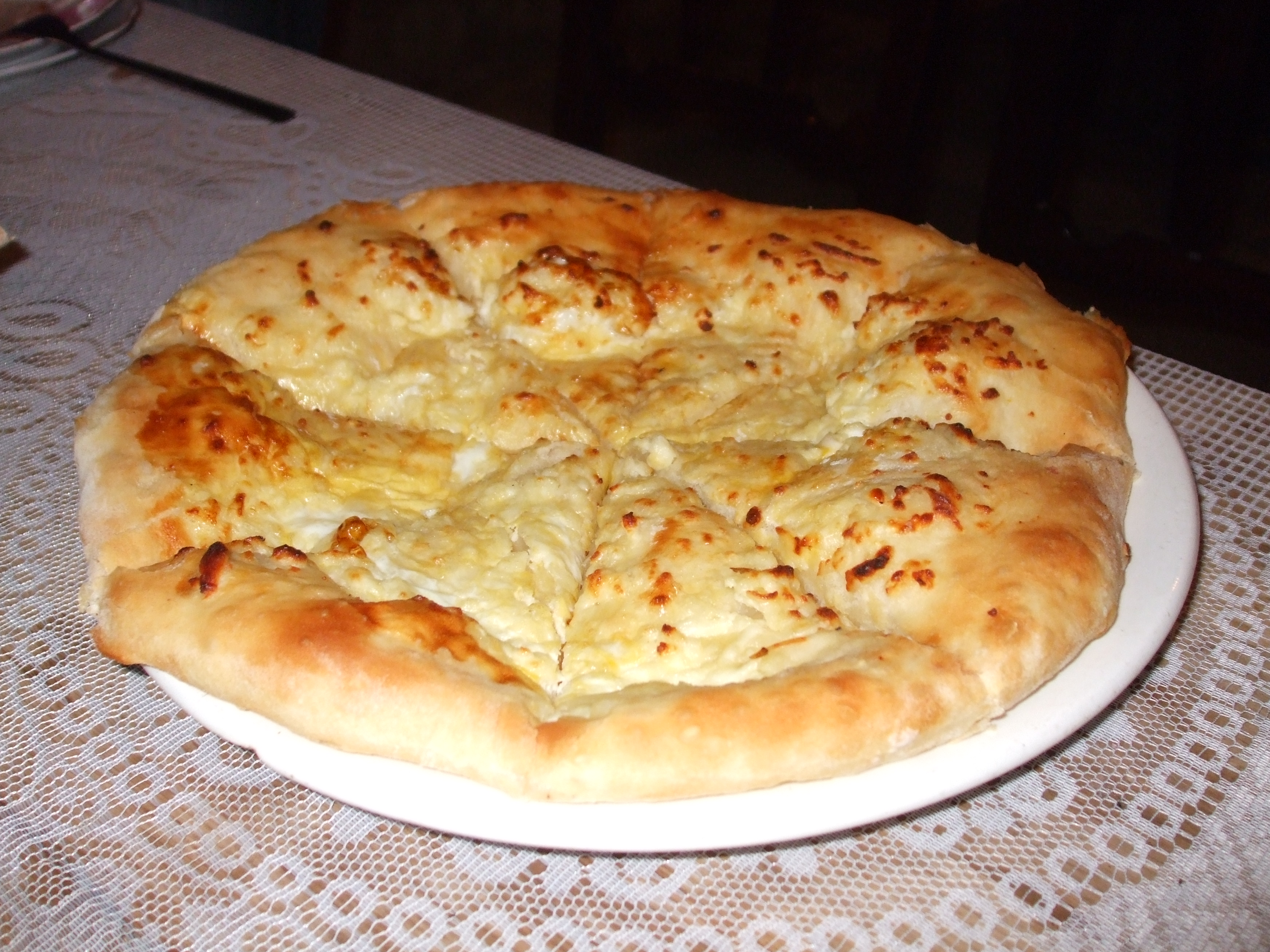
Мегрули хачапури (хачапури по-мегрельски)
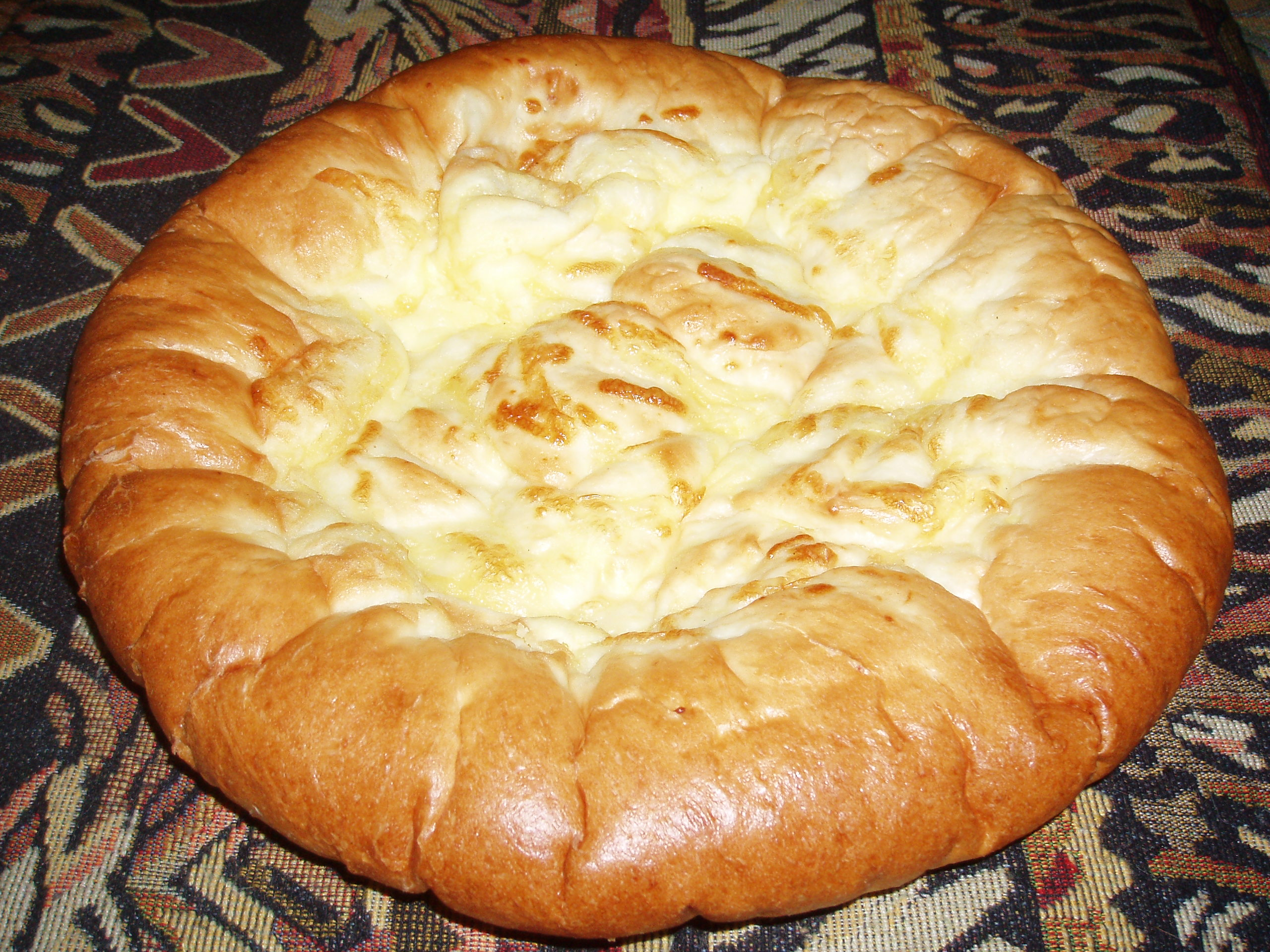
Имерули хачапури (хачапури по-имеретински)
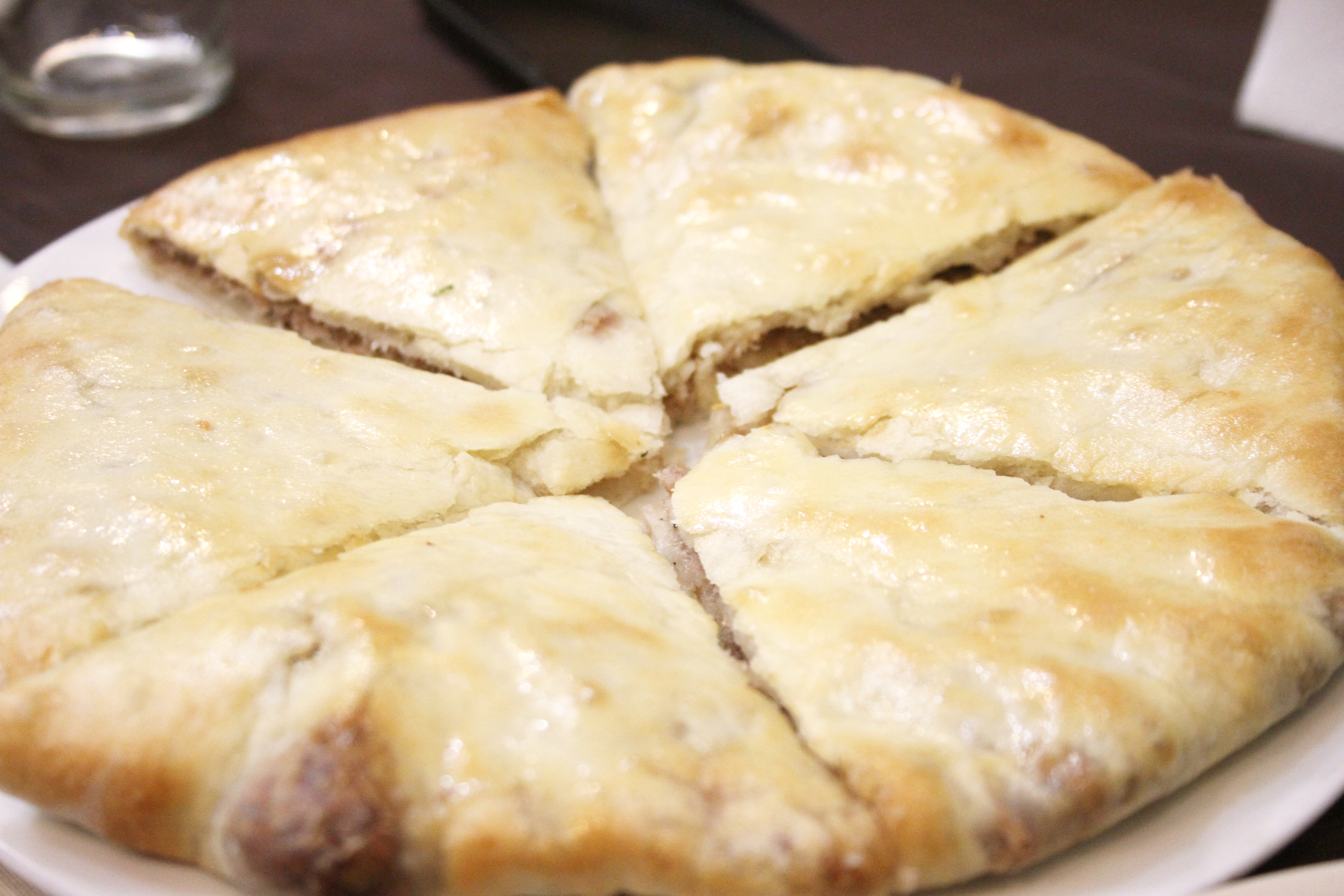
Лобиани
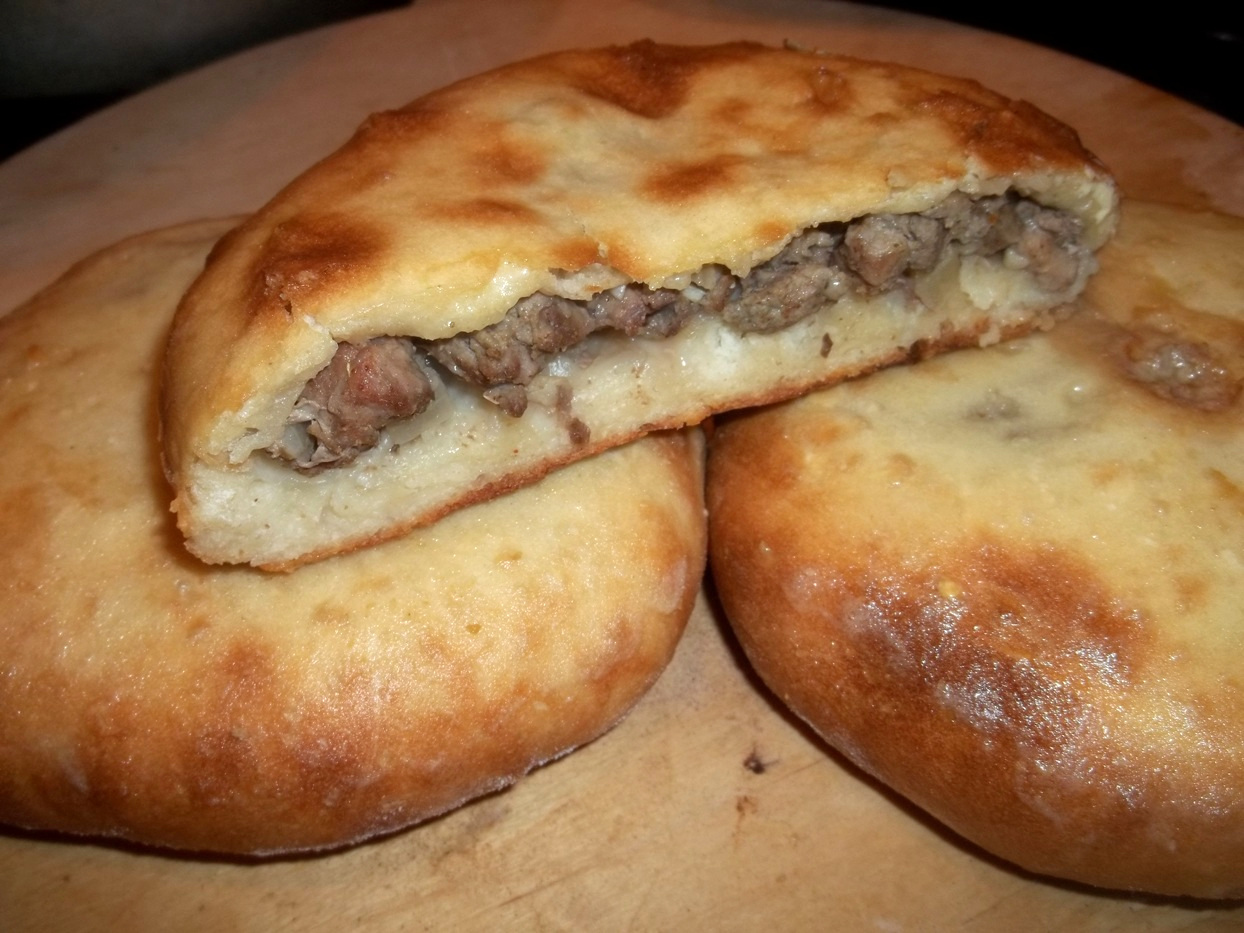
Кубдари

## Десерты
К сладким блюдам относятся козинаки (гозинаки (გოზინაყი)) — конфеты из поджаренных орехов и загустевшего мёда, чурчхела (ჩურჩხელა) — похожее на фигурную свечу изделие из орехов и заваренного виноградового сока, када — сдобная булка с начинкой из поджаренной муки, сливочного масла и сахара, пеламуши (ფელამუში) — густой кисель из виноградного сока, который едят охлажденным, баты-буты — кукурузные хлопья в виде небольших шариков, политых сахарным сиропом.

## Напитки

### Алкогольные напитки Грузии
В Грузии широко распространено виноделие и существует большое количество сортов вин. Самые известные вина — красные: Хванчкара, Саперави, Мукузани, Киндзмараули, и белые: Цинандали, Твиши, Ркацители. В качестве крепкого спиртного напитка распространена чача — самогон из виноградного жмыха, оставшегося после производства вина. Самогон из других фруктов (инжир, шелковица, слива ткемали) в Грузии называют жипитаури (ჟიპიტაური).

### Безалкогольные напитки Грузии
«Воды Лагидзе» являются популярными газированными напитками на постсоветском пространстве, среди которых самый известный «Тархун». В Грузии также производят лимонады на заводах «Натахтари» и «Задазени». Также популярны минеральные воды «Боржоми», «Набеглави», «Саирме» и «Ликани», самые популярные из которых «Боржоми» и «Саирме» экспортируют.